# Бразилия на летних Олимпийских играх 2016
Бразилия на летних Олимпийских играх 2016 года являлась страной-хозяйкой и приняла участие во всех видах спорта. В состав сборной вошли 465 спортсменов — это самая большая делегация в истории страны. Ранее самое большое количество бразильских спортсменов участвовало в Играх 2008 года в Пекине (277 человек). Бразилия впервые в истории принимала у себя Олимпийские игры. Также это были первые Игры, проходившие в Южной Америке.
На церемонии открытия Игр национальный флаг Бразилии было доверено нести бронзовой медалистке Олимпийских игр 2012 года в современном пятиборье Яне Маркес, а на церемонии закрытия — многократному чемпиону мира в гребле на каноэ Изакиасу Кейросу, который в Рио-де-Жанейро стал обладателем сразу трёх олимпийских медалей. По итогам соревнований на счету бразильских спортсменов было 7 золотых, 6 серебряных и 6 бронзовых медалей, что позволило сборной Бразилии занять 13-е место в неофициальном медальном зачёте.

## Медали
| Золото  | |                                                         |            |
| №       | Спортсмены | Вид спорта (дисциплина)                                 | Дата       |
| 1       | Рафаэла Силва | Дзюдо (до 57 кг, женщины)                               | 8 августа  |
| 2       | Тиаго Браз да Силва | Лёгкая атлетика (прыжки с шестом, мужчины)              | 15 августа |
| 3       | Робсон Консейсан | Бокс (до 60 кг, мужчины)                                | 16 августа |
| 4       | Мартине Граэль Каэна Кунсе | Парусный спорт (49-й FX, женщины)                       | 18 августа |
| 5       | Алисон Серутти Бруно Оскар Шмидт | Пляжный волейбол (мужчины)                              | 18 августа |
| 6       | Мужская сборная по футболу Вевертон Вильям Габриел Габриэл Жезус Дуглас Сантос Зека Луан Луан Гарсия Маркиньос Неймар Рафинья Ренато Аугусто Родриго Доурадо Родриго Кайо Тиаго Майя Уилсон Уолас Фелипе Андерсон | Футбол (мужчины)                                        | 20 августа |
| 7       | Мужская сборная по волейболу Бруно Уильям Аржона Дуглас Липе Рикардо Лукарелли Лукас Маурисио Боржес Маурисио Соуза Сержио Уоллес Эвандро Эдер                                                                    | Волейбол (мужчины)                                      | 21 августа |
| Серебро | |                                                         |            |
| №       | Спортсмены | Вид спорта (дисциплина)                                 | Дата       |
| 1       | Фелипе Алмейда У | Стрельба (пневматический пистолет, 10 метров, мужчины)  | 6 августа  |
| 2       | Диегу Иполиту | Спортивная гимнастика (вольные упражнения, мужчины)     | 14 августа |
| 3       | Артур Занетти | Спортивная гимнастика (кольца, мужчины)                 | 15 августа |
| 4       | Изакиас Кейрос | Гребля на байдарках и каноэ (C-1, 1000 метров, мужчины) | 16 августа |
| 5       | Агата Беднарчук Барбара Сейшас | Пляжный волейбол (женщины)                              | 17 августа |
| 6       | Эрлон Силва Изакиас Кейрос | Гребля на байдарках и каноэ (C-2, 1000 метров, мужчины) | 20 августа |
| Бронза  | |                                                         |            |
| №       | Спортсмены | Вид спорта (дисциплина)                                 | Дата       |
| 1       | Майра Агиар | Дзюдо (до 78 кг, женщины)                               | 11 августа |
| 2       | Рафаэл Силва | Дзюдо (свыше 100 кг, мужчины)                           | 12 августа |
| 3       | Артур Мариано | Спортивная гимнастика (вольные упражнения, мужчины)     | 14 августа |
| 4       | Полиана Окимото | Плавание (открытая вода, 10 километров, женщины)        | 15 августа |
| 5       | Изакиас Кейрос | Гребля на байдарках и каноэ (C-1, 200 метров, мужчины)  | 18 августа |
| 6       | Майкон де Андраде | Тхэквондо (свыше 80 кг, мужчины)                        | 20 августа |

## Состав сборной
Академическая гребля
1. Шавьер Вела
2. Виллиан Жиареттон
3. Ванесса Коцци
4. Фернанда Нуньес

 Бадминтон
1. Игор Коэлью де Оливейра
2. Лоайнне Висенте

 Баскетбол
1. Леандро Барбоза
2. Витор Бените
3. Алекс Гарсия
4. Гильерме Джованнони
5. Аугусто Лима
6. Рафаэл Луз
7. Маркиньос
8. Нене
9. Раул Нето
10. Марселиньо Уэртас
11. Кристиано Фелисио
12. Рафаэл Хеттшаймайр
13. Дамирис Дантас
14. Эрика де Соуза
15. Кларисса дос Сантос
16. Изиане
17. Надия Кольядо
18. Пальмира Маркал
19. Тайна Пайшан
20. Татьяне Пачеко
21. Адриана Пинто
22. Изабела Рамона
23. Джойс Родригес
24. Келли Сантос

 Бокс
1. Мишел Боржес
2. Робенилсон Виейра
3. Робсон Консейсан
4. Патрик Лоуренсо
5. Жулиан Нето
6. Жуан Ногейра
7. Жоэдисон Тейшейра
8. Адриана Араужо
9. Андрея Бандейра

 Борьба
Вольная борьба
1. Лайс Нуньес
2. Жилда Оливейра
3. Жойс Силва
4. Алине Феррейра

Греко-римская борьба
1. Эдуард Согомонян

Велоспорт
 Шоссейный велоспорт
1. Клебер Рамос
2. Мурилу Фишер
3. Флавия Оливейра
4. Клемилда Фернандес

 Трековый велоспорт
1. Жидеони Монтейро

 Маунтинбайк
1. Энрике Аванчини
2. Рубенс Донизете
3. Райза Гулан

 BMX
1. Ренато Резенде
2. Присцилла Карнавал

 Водное поло
1. Винисиус Антонелли
2. Йосип Врлич
3. Густаво Гимарайнш
4. Бернардо Гомес
5. Ивес Гонсалес
6. Адрия Дельгадо
7. Жонас Кривелла
8. Фелипе Перроне
9. Бернардо Роша
10. Пауло Салеми
11. Фелипе Силва
12. Слободан Соро
13. Руда Франко
14. Диана Абла
15. Лусианна Барронкас
16. Вивиана Бахия
17. Мариана Дуарте
18. Марина Заблит
19. Марина Канетти
20. Луиза Карвальо
21. Изабелла Кьяппини
22. Габриэлла Мантеллато
23. Аманда Оливейра
24. Тесс Оливейра
25. Камила Педроса
26. Виктория Чаморро

 Волейбол
1. Уильям Аржона
2. Маурисио Боржес
3. Бруно
4. Дуглас
5. Липе
6. Рикардо Лукарелли
7. Лукас
8. Сержио
9. Маурисио Соуза
10. Уоллес
11. Эвандро
12. Эдер
13. Аденизия
14. Габи
15. Фе Гарай
16. Жаклин
17. Жусиели
18. Лея
19. Дани Линс
20. Наталия
21. Таиса
22. Фабиана
23. Фабиола
24. Шейла

 Гандбол
1. Сесар Альмейда
2. Освальдо Гимарайнш
3. Лукас Кандидо
4. Ханиэль Лангаро
5. Александро Поццер
6. Леонардо Сантос
7. Майк дос Сантос
8. Тиагус дос Сантос
9. Жоан Педро Силва
10. Андре Соарес
11. Энрике Тейшейра
12. Жозе Толедо
13. Диого Хубнер
14. Фабио Шиуффа
15. Эдуарда Аморим
16. Барбара Аренарт
17. Ана Паула Бело
18. Фабиана Диниз
19. Жессика Квинтино
20. Тамирес Морена Лима
21. Майара Моура
22. Александра до Насименто
23. Майсса Пессоа
24. Даниэла Пидаде
25. Самира Роша
26. Франсиэлла да Роша
27. Фернанда да Силва
28. Деонисе Фачинелло

 Гольф
1. Адилсон да Силва
2. Виктория Лавледи
3. Мириам Нагль

Гребля на байдарках и каноэ
 Гребля на гладкой воде
1. Изакиас Кейрос
2. Роберто Маэлер
3. Селсо Оливейра
4. Жилван Рибейро
5. Эдсон Силва
6. Эрлон Силва
7. Вагнер Соута
8. Ана Паула Вергуц

 Гребной слалом
1. Фелипе Боржес
2. Педро Гонсалвес
3. Шарлес Корреа
4. Андерсон Оливейра
5. Ана Сатила

 Дзюдо
1. Рафаэль Бузакарини
2. Тиагу Камилу
3. Фелипе Китадай
4. Виктор Пеналбер
5. Алекс Помбо
6. Рафаэл Силва
7. Шарлес Чибана
8. Майра Агиар
9. Мария Альтеман
10. Сара Менезес
11. Эрика Миранда
12. Мария Портела
13. Мариану Силва
14. Рафаэла Силва

 Конный спорт
1. Педро Алмейда
2. Марсио Аппел
3. Стефан Барча
4. Педро Венисс
5. Марсио Жорже
6. Эдуардо Менезес
7. Альваро де Миранда Нето
8. Жуан Олива
9. Карлос Парро
10. Руй Фонсека
11. Луиза Алмейда
12. Джована Пасс

 Лёгкая атлетика
1. Игор Алвес
2. Тиаго Андре
3. Луис Алберту ди Араужу
4. Хосе Алессандро Баджо
5. Бруну ди Баррус
6. Кайо Бонфим
7. Жоржи Видис
8. Клеберсон Давиде
9. Вагнер Домингус
10. Аугусто Дутра де Оливейра
11. Жуан Витор де Оливейра
12. Жулио Сезар де Оливейра
13. Педру Луис ди Оливейра
14. Лутимар Паес
15. Пауло Роберто Паула
16. Джонатан Рикман
17. Дарлан Романи
18. Александер Руссо
19. Витор Угу дус Сантус
20. Марилсон Гомес дос Сантос
21. Марио дос Сантос
22. Петерсон дос Сантос
23. Алтобели да Силва
24. Солоней да Силва
25. Таллес Силва
26. Тиаго Брас да Силва
27. Алдемир да Силва Жуниор
28. Рикарду ди Соза
29. Уго де Соуза
30. Эдер Соуза
31. Махау Сугимати
32. Марсио Телес
33. Моасир Циммерман
34. Эдерсон Эстефани
35. Жейса Арканхо
36. Кауиза Венансио
37. Татьеле де Карвальо
38. Грасиете Карнейро
39. Жоана Коста
40. Кейла Коста
41. Жейса Коутиньо
42. Франсиэла Красуцки
43. Жалима де Лима
44. Флавия де Лима
45. Сисиане Лопес
46. Фернанда Мартинс
47. Элиане Мартинс
48. Майла Машадо
49. Фабиана Мораес
50. Андресса де Мораис
51. Фабиана Мурер
52. Витория Роса
53. Жулиана дос Сантос
54. Марили дос Сантос
55. Росанжела Сантос
56. Эрика де Сена
57. Адриана да Силва
58. Нубия Соарес
59. Жоэлма Соуза
60. Летисия де Соуза
61. Бруна Фариас
62. Ванесса Шефер

 Настольный теннис
1. Уго Кальдерано
2. Кадзуо Мацумото
3. Густаво Цубой
4. Каролине Кумахара
5. Линь Гуй
6. Бруна Такахаси

 Парусный спорт
1. Энрике Аддад
2. Самуэль Альбрехт
3. Бруно Бетлем
4. Габриэль Боржес
5. Марко Граэль
6. Жорже Зариф
7. Рикардо Сантос
8. Роберт Шейдт
9. Ана Барбашан
10. Мартине Граэль
11. Фернанда Декноп
12. Каэна Кунсе
13. Фернанда Оливейра
14. Исабель Сван
15. Патрисия Фрейтас

 Плавание
1. Брандонн Алмейда
2. Кайо де Алмейда
3. Мигел Валенте
4. Гильерме Гвидо
5. Жуан Гомес Жуниор
6. Леонардо де Деус
7. Итало Дуарте
8. Аллан до Кармо
9. Марсело Кьеригини
10. Жуан де Лукка
11. Энрике Мартинс
12. Маркос Маседо
13. Луис Алтамир Мело
14. Николас Оливейра
15. Тьяго Перейра
16. Энрике Родригес
17. Матеус Сантана
18. Габриэль Сантос
19. Талес Сердейра
20. Тьяго Симон
21. Фелипе Франса Силва
22. Бруно Фратус
23. Дайене Диас
24. Джессика Кавальейро
25. Ана Марсела Кунья
26. Мануэлла Лирио
27. Жоанна Мараньян
28. Этьен Медейрос
29. Полиана Окимото
30. Ларисса Оливейра
31. Дайнара де Паула
32. Габриэлле Ронкатто
33. Грасиеле Херман

 Пляжный волейбол
1. Эвандро Оливейра
2. Алисон Серутти
3. Педро Солберг
4. Бруно Оскар Шмидт
5. Агата Беднарчук
6. Брабара Сейшас
7. Талита
8. Ларисса Франса

 Прыжки в воду
1. Сезар Кастро
2. Иан Матос
3. Луис Оутерело
4. Уго Паризи
5. Джексон Рондинелли
6. Жулиана Велозо
7. Тамми Галера
8. Ингрид Оливейра
9. Джованна Педрозо

 Прыжки на батуте
1. Рафаэль Андраде

 Регби-7
1. Квота 1
2. Квота 2
3. Квота 3
4. Квота 4
5. Квота 5
6. Квота 6
7. Квота 7
8. Квота 8
9. Квота 9
10. Квота 10
11. Квота 11
12. Квота 12
13. Квота 13
14. Квота 14
15. Квота 15
16. Квота 16
17. Квота 17
18. Квота 18
19. Квота 19
20. Квота 20
21. Квота 21
22. Квота 22
23. Квота 23
24. Квота 24

 Синхронное плавание
1. Луиза Боржес
2. Мария Бруно
3. Мария Клара Коутиньо
4. Мария Эдуарда Микуччи
5. Лорена Молинос
6. Памела Ногейра
7. Лара Тейшейра
8. Беатриз Ферес
9. Бранка Ферес

 Современное пятиборье
1. Фелипе Насименто
2. Яне Маркес

 Спортивная гимнастика
1. Франсиско Баррето
2. Артур Занетти
3. Диегу Иполиту
4. Артур Мариано
5. Сержио Сасаки
6. Ребека Андраде
7. Жаде Барбоза
8. Даниэли Иполиту
9. Лорране Оливейра
10. Флавия Сарайва

 Стрельба
1. Жулио Алмейда
2. Фелипе Алмейда У
3. Эмерсон Дуарте
4. Ренато Портела
5. Кассио Риппел
6. Роберто Шмитс
7. Даниэла Карраро
8. Жанис Тейшейра
9. Розане Эвалд

 Стрельба из лука
1. Маркус Д’Алмейда
2. Бернардо Оливейра
3. Даниэль Шавьер
4. Марина Гобби
5. Сара Никитин
6. Ане Марселле дос Сантос

 Теннис
1. Томас Беллуччи
2. Рожериу Дутра да Силва
3. Марсело Мело
4. Андре Са
5. Бруно Соарес
6. Паула Кристина Гонсалвес
7. Тельяна Перейра

 Триатлон
1. Диого Склебин
2. Памелла Оливейра

 Тхэквондо
1. Майкон Андраде
2. Венилтон Тейшейра
3. Жулия Васконселос
4. Ирис Силва

 Тяжёлая атлетика
1. Розане Дос Рейс Сантос
2. Квота 2
3. Квота 3
4. Квота 4
5. Квота 5

 Фехтование
1. Ренцо Агреста
2. Энрике Маркес
3. Гильерме Меларагно
4. Гислен Перье
5. Гильерме Тольдо
6. Николас Феррейра
7. Атос Швантес
8. Марта Баэза
9. Бия Булкан
10. Райсса Коста
11. Натали Мёльхаузен
12. Тайс Рошел
13. Аманда Симеан

 Футбол
1. Квота 1
2. Квота 2
3. Квота 3
4. Квота 4
5. Квота 5
6. Квота 6
7. Квота 7
8. Квота 8
9. Квота 9
10. Квота 10
11. Квота 11
12. Квота 12
13. Квота 13
14. Квота 14
15. Квота 15
16. Квота 16
17. Квота 17
18. Квота 18
19. Квота 19
20. Квота 20
21. Квота 21
22. Квота 22
23. Квота 23
24. Квота 24
25. Квота 25
26. Квота 26
27. Квота 27
28. Квота 28
29. Квота 29
30. Квота 30
31. Квота 31
32. Квота 32
33. Квота 33
34. Квота 34
35. Квота 35
36. Квота 36

 Хоккей на траве
1. Квота 1
2. Квота 2
3. Квота 3
4. Квота 4
5. Квота 5
6. Квота 6
7. Квота 7
8. Квота 8
9. Квота 9
10. Квота 10
11. Квота 11
12. Квота 12
13. Квота 13
14. Квота 14
15. Квота 15
16. Квота 16

 Художественная гимнастика
1. Наталия Гаудио
2. Квота 2
3. Квота 3
4. Квота 4
5. Квота 5
6. Квота 6

## Результаты соревнований

### Академическая гребля
В следующий раунд из каждого заезда проходят несколько лучших экипажей (в зависимости от дисциплины). В утешительный заезд попадают спортсмены, выбывшие в предварительном раунде. В финал A выходят 6 сильнейших экипажей, остальные разыгрывают места в утешительных финалах B-F.
Мужчины
| Соревнование              | Спортсмены                    | Отборочная гонка | Отборочная гонка | Отборочная гонка | Утешительный заезд | Утешительный заезд | Утешительный заезд | Четвертьфинал | Четвертьфинал | Четвертьфинал | Полуфинал     | Полуфинал     | Полуфинал     | Финал | Финал | Итоговое место |
| Соревнование              | Спортсмены                    | Заплыв           | Время            | Место            | Заплыв             | Время              | Место              | Заплыв        | Время         | Место         | Заплыв        | Время         | Место         | Время | Место | Итоговое место |
| ------------------------- | ----------------------------- | ---------------- | ---------------- | ---------------- | ------------------ | ------------------ | ------------------ | ------------- | ------------- | ------------- | ------------- | ------------- | ------------- | ----- | ----- | -------------- |
| двойки парные, лёгкий вес | Шавьер Вела Виллиан Жиареттон | 4                | 6:31,13          | 5                | 2                  | 7:13,60            | 5                  | не проводится | не проводится | не проводится | Полуфинал C/D | Полуфинал C/D | Полуфинал C/D | Финал | Финал |                |
| двойки парные, лёгкий вес | Шавьер Вела Виллиан Жиареттон | 4                | 6:31,13          | 5                | 2                  | 7:13,60            | 5                  | не проводится | не проводится | не проводится |               |               |               |       |       |                |

Женщины
| Соревнование              | Спортсмены                    | Отборочная гонка | Отборочная гонка | Отборочная гонка | Утешительный заезд | Утешительный заезд | Утешительный заезд | Четвертьфинал | Четвертьфинал | Четвертьфинал | Полуфинал     | Полуфинал     | Полуфинал     | Финал | Финал | Итоговое место |
| Соревнование              | Спортсмены                    | Заплыв           | Время            | Место            | Заплыв             | Время              | Место              | Заплыв        | Время         | Место         | Заплыв        | Время         | Место         | Время | Место | Итоговое место |
| ------------------------- | ----------------------------- | ---------------- | ---------------- | ---------------- | ------------------ | ------------------ | ------------------ | ------------- | ------------- | ------------- | ------------- | ------------- | ------------- | ----- | ----- | -------------- |
| двойки парные, лёгкий вес | Ванесса Коцци Фернанда Нуньес | 3                | 7:20,79          | 3                | 1                  | 8:15,53            | 5                  | не проводится | не проводится | не проводится | Полуфинал C/D | Полуфинал C/D | Полуфинал C/D | Финал | Финал |                |
| двойки парные, лёгкий вес | Ванесса Коцци Фернанда Нуньес | 3                | 7:20,79          | 3                | 1                  | 8:15,53            | 5                  | не проводится | не проводится | не проводится |               |               |               |       |       |                |

### Бадминтон
Одиночный разряд
| Соревнование | Спортсмены              | Групповой этап | Групповой этап | Групповой этап | 1/8 финала | 1/4 финала | 1/2 финала | Финал | Итоговое место |
| Соревнование | Спортсмены              | 1 матч         | 2 матч         | Место          | 1/8 финала | 1/4 финала | 1/2 финала | Финал | Итоговое место |
| ------------ | ----------------------- | -------------- | -------------- | -------------- | ---------- | ---------- | ---------- | ----- | -------------- |
| мужчины      | Игор Коэлью де Оливейра | Группа         | Группа         | Группа         |            |            |            |       |                |
| мужчины      | Игор Коэлью де Оливейра |                |                |                |            |            |            |       |                |
| женщины      | Лоайнне Висенте         | Группа         | Группа         | Группа         |            |            |            |       |                |
| женщины      | Лоайнне Висенте         |                |                |                |            |            |            |       |                |

### Баскетбол

#### Мужчины
Мужская сборная Бразилии квалифицировалась на Игры, как страна-хозяйка, получив на это специальное разрешение FIBA.
Состав
| Номер     | Позиция   | Имя                 | Дата рождения    | Рост, см  | Клуб                 | Игры      | Очки      | Подборы   | Передачи  |
| Защитники | Защитники | Защитники           | Защитники        | Защитники | Защитники            | Защитники | Защитники | Защитники | Защитники |
| --------- | --------- | ------------------- | ---------------- | --------- | -------------------- | --------- | --------- | --------- | --------- |
| 5         | РЗ        | Раул Нето           | 19 мая 1992      | 192       | Юта Джаз             |           |           |           |           |
| 8         | АЗ        | Витор Бените        | 20 февраля 1990  | 190       | Мурсия               |           |           |           |           |
| 9         | РЗ        | Марселиньо Уэртас   | 25 мая 1983      | 191       | Лос-Анджелес Лейкерс |           |           |           |           |
| 19        | АЗ        | Леандро Барбоза     | 28 ноября 1982   | 194       | Финикс Санз          |           |           |           |           |
| 55        | РЗ        | Рафаэл Луз          | 11 февраля 1992  | 188       | Баскония             |           |           |           |           |
| Форварды  |           |                     |                  |           |                      |           |           |           |           |
| 10        | ЛФ        | Алекс Гарсия        | 4 марта 1980     | 192       | Бауру                |           |           |           |           |
| 12        | ТФ        | Гильерме Джованнони | 2 июня 1980      | 204       | Бразилиа             |           |           |           |           |
| 14        | ЛФ        | Маркиньос           | 31 мая 1984      | 207       | Фламенго             |           |           |           |           |
| 30        | ТФ        | Рафаэл Хеттшаймайр  | 16 июня 1986     | 208       | Бауру                |           |           |           |           |
| Центровые |           |                     |                  |           |                      |           |           |           |           |
| 6         | Ц         | Кристиано Фелисио   | 7 июля 1992      | 208       | Чикаго Буллз         |           |           |           |           |
| 13        | Ц         | Нене                | 13 сентября 1982 | 211       | Хьюстон Рокетс       |           |           |           |           |
| 23        | Ц         | Аугусто Лима        | 17 сентября 1991 | 206       | Реал Мадрид          |           |           |           |           |

| Имя           | Гражданство | Дата рождения  |
| ------------- | ----------- | -------------- |
| Рубен Маньяно | Аргентина   | 9 октября 1954 |

Результаты
Групповой этап (Группа B)
| Место | Команда   | И | В | П | ОЗ  | ОП  | +/- | Очки |
| ----- | --------- | - | - | - | --- | --- | --- | ---- |
| 1     | Хорватия  | 5 | 3 | 2 | 400 | 407 | -7  | 8    |
| 2     | Испания   | 5 | 3 | 2 | 432 | 357 | +75 | 8    |
| 3     | Литва     | 5 | 3 | 2 | 392 | 428 | -36 | 8    |
| 4     | Аргентина | 5 | 3 | 2 | 441 | 428 | +13 | 8    |
| 5     | Бразилия  | 5 | 2 | 3 | 411 | 407 | +4  | 7    |
| 6     | Нигерия   | 5 | 1 | 4 | 392 | 441 | -49 | 6    |

| 7 августа 2016 14:15 UTC−3 | Протокол | Бразилия                   | 76:82    | Литва        | Кариока Арена, Рио-де-Жанейро Зрителей: 7990 Судьи: Эдди Вьятор Стивен Андерсон Хосе Рейес |
| 7 августа 2016 14:15 UTC−3 | Протокол | 17:27, 12:31, 23:12, 24:12 |          |              | Кариока Арена, Рио-де-Жанейро Зрителей: 7990 Судьи: Эдди Вьятор Стивен Андерсон Хосе Рейес |
| 7 августа 2016 14:15 UTC−3 | Протокол | Барбоза 21                 | Очки     | Калниетис 16 | Кариока Арена, Рио-де-Жанейро Зрителей: 7990 Судьи: Эдди Вьятор Стивен Андерсон Хосе Рейес |
| 7 августа 2016 14:15 UTC−3 | Протокол | Нене 8                     | Подборы  | Янкунас 7    | Кариока Арена, Рио-де-Жанейро Зрителей: 7990 Судьи: Эдди Вьятор Стивен Андерсон Хосе Рейес |
| 7 августа 2016 14:15 UTC−3 | Протокол | Уэртас 3                   | Передачи | Калниетис 8  | Кариока Арена, Рио-де-Жанейро Зрителей: 7990 Судьи: Эдди Вьятор Стивен Андерсон Хосе Рейес |

| 9 августа 2016 14:15 UTC−3 | Протокол | Испания                    | 65:66    | Бразилия  | Кариока Арена, Рио-де-Жанейро Зрителей: 10 761 Судьи: Илия Белошевич Луис Роберто Васкес Дамир Явор |
| 9 августа 2016 14:15 UTC−3 | Протокол | 13:18, 18:16, 14:19, 20:13 |          |           | Кариока Арена, Рио-де-Жанейро Зрителей: 10 761 Судьи: Илия Белошевич Луис Роберто Васкес Дамир Явор |
| 9 августа 2016 14:15 UTC−3 | Протокол | Газоль 13                  | Очки     | Уэртас 11 | Кариока Арена, Рио-де-Жанейро Зрителей: 10 761 Судьи: Илия Белошевич Луис Роберто Васкес Дамир Явор |
| 9 августа 2016 14:15 UTC−3 | Протокол | Газоль 10                  | Подборы  | Лима 10   | Кариока Арена, Рио-де-Жанейро Зрителей: 10 761 Судьи: Илия Белошевич Луис Роберто Васкес Дамир Явор |
| 9 августа 2016 14:15 UTC−3 | Протокол | Родригес 5                 | Передачи | Уэртас 7  | Кариока Арена, Рио-де-Жанейро Зрителей: 10 761 Судьи: Илия Белошевич Луис Роберто Васкес Дамир Явор |

| 11 августа 2016 14:15 UTC−3 | Протокол | Бразилия | ' | Хорватия | Кариока Арена, Рио-де-Жанейро |

| 13 августа 2016 14:15 UTC−3 | Протокол | Аргентина | ' | Бразилия | Кариока Арена, Рио-де-Жанейро |

| 15 августа 2016 14:15 UTC−3 | Протокол | Нигерия | ' | Бразилия | Кариока Арена, Рио-де-Жанейро |

#### Женщины
Женская сборная Бразилии квалифицировалась на Игры, как страна-хозяйка, получив на это специальное разрешение FIBA.
Состав
| Номер     | Позиция   | Имя       | Дата рождения | Рост, см  | Клуб      | Игры      | Очки      | Подборы   | Передачи  |
| Защитники | Защитники | Защитники | Защитники     | Защитники | Защитники | Защитники | Защитники | Защитники | Защитники |
| --------- | --------- | --------- | ------------- | --------- | --------- | --------- | --------- | --------- | --------- |
|           |           |           |               |           |           |           |           |           |           |
| Форварды  |           |           |               |           |           |           |           |           |           |
|           |           |           |               |           |           |           |           |           |           |
| Центровые |           |           |               |           |           |           |           |           |           |
|           |           |           |               |           |           |           |           |           |           |

| Имя                | Гражданство | Дата рождения |
| ------------------ | ----------- | ------------- |
| Луис Аугусто Занон | Бразилия    | 17 июня 1963  |

Результаты
Групповой этап (Группа A)
| Место | Команда   | И | В | П | ОЗ  | ОП  | +/- | Очки |
| ----- | --------- | - | - | - | --- | --- | --- | ---- |
| 1     | Австралия | 5 | 5 | 0 | 400 | 345 | +55 | 10   |
| 2     | Франция   | 5 | 3 | 2 | 344 | 343 | +1  | 8    |
| 3     | Турция    | 5 | 3 | 2 | 324 | 325 | -1  | 8    |
| 4     | Япония    | 5 | 3 | 2 | 386 | 378 | +8  | 8    |
| 5     | Беларусь  | 5 | 1 | 4 | 347 | 361 | -14 | 6    |
| 6     | Бразилия  | 5 | 0 | 5 | 335 | 384 | -49 | 5    |

| 6 августа 2016 17:30 UTC−3 | Протокол | Бразилия                   | 66:84    | Австралия  | Молодёжная Арена, Рио-де-Жанейро Зрителей: 2368 Судьи: Илия Белошевич Карен Лэсьик Петр Пастусяк |
| 6 августа 2016 17:30 UTC−3 | Протокол | 24:14, 15:21, 14:22, 13:27 |          |            | Молодёжная Арена, Рио-де-Жанейро Зрителей: 2368 Судьи: Илия Белошевич Карен Лэсьик Петр Пастусяк |
| 6 августа 2016 17:30 UTC−3 | Протокол | Кастро Маркес 25           | Очки     | Кэмбидж 20 | Молодёжная Арена, Рио-де-Жанейро Зрителей: 2368 Судьи: Илия Белошевич Карен Лэсьик Петр Пастусяк |
| 6 августа 2016 17:30 UTC−3 | Протокол | дос Сантос 13              | Подборы  | Кэмбидж 14 | Молодёжная Арена, Рио-де-Жанейро Зрителей: 2368 Судьи: Илия Белошевич Карен Лэсьик Петр Пастусяк |
| 6 августа 2016 17:30 UTC−3 | Протокол | Пинто 7                    | Передачи | Митчелл 6  | Молодёжная Арена, Рио-де-Жанейро Зрителей: 2368 Судьи: Илия Белошевич Карен Лэсьик Петр Пастусяк |

| 8 августа 2016 17:30 UTC−3 | Протокол | Япония                    | 82:66    | Бразилия         | Молодёжная Арена, Рио-де-Жанейро Зрителей: 2624 Судьи: Хосе Рейес Карлос Перуга Надеж Зузу |
| 8 августа 2016 17:30 UTC−3 | Протокол | 19:20, 28:13, 26:19, 9:14 |          |                  | Молодёжная Арена, Рио-де-Жанейро Зрителей: 2624 Судьи: Хосе Рейес Карлос Перуга Надеж Зузу |
| 8 августа 2016 17:30 UTC−3 | Протокол | Токасики 23               | Очки     | Кастро Маркес 20 | Молодёжная Арена, Рио-де-Жанейро Зрителей: 2624 Судьи: Хосе Рейес Карлос Перуга Надеж Зузу |
| 8 августа 2016 17:30 UTC−3 | Протокол | Токасики 9                | Подборы  | дос Сантос 16    | Молодёжная Арена, Рио-де-Жанейро Зрителей: 2624 Судьи: Хосе Рейес Карлос Перуга Надеж Зузу |
| 8 августа 2016 17:30 UTC−3 | Протокол | Ёсида 11                  | Передачи | Пинто 6          | Молодёжная Арена, Рио-де-Жанейро Зрителей: 2624 Судьи: Хосе Рейес Карлос Перуга Надеж Зузу |

| 9 августа 2016 15:30 UTC−3 | Протокол | Бразилия                   | 63:65    | Беларусь                  | Молодёжная Арена, Рио-де-Жанейро Зрителей: 2075 Судьи: Сретен Радович Наталия Куэльо Куэльо Леандро Лескано |
| 9 августа 2016 15:30 UTC−3 | Протокол | 28:16, 12:19, 10:15, 13:15 |          |                           | Молодёжная Арена, Рио-де-Жанейро Зрителей: 2075 Судьи: Сретен Радович Наталия Куэльо Куэльо Леандро Лескано |
| 9 августа 2016 15:30 UTC−3 | Протокол | Дантас 23                  | Очки     | Татьяна Троина 18         | Молодёжная Арена, Рио-де-Жанейро Зрителей: 2075 Судьи: Сретен Радович Наталия Куэльо Куэльо Леандро Лескано |
| 9 августа 2016 15:30 UTC−3 | Протокол | дос Сантос 11              | Подборы  | Веремеенко, Левченко по 6 | Молодёжная Арена, Рио-де-Жанейро Зрителей: 2075 Судьи: Сретен Радович Наталия Куэльо Куэльо Леандро Лескано |
| 9 августа 2016 15:30 UTC−3 | Протокол | Пинто 4                    | Передачи | Хардинг 6                 | Молодёжная Арена, Рио-де-Жанейро Зрителей: 2075 Судьи: Сретен Радович Наталия Куэльо Куэльо Леандро Лескано |

| 11 августа 2016 15:30 UTC−3 | Протокол | Франция | ' | Бразилия | Молодёжная Арена, Рио-де-Жанейро |

| 13 августа 2016 15:30 UTC−3 | Протокол | Турция | ' | Бразилия | Молодёжная Арена, Рио-де-Жанейро |

### Бокс
Квоты, завоёванные спортсменами являются именными. Если от одной страны путёвки на Игры завоюют два и более спортсмена, то право выбора боксёра предоставляется национальному Олимпийскому комитету. Соревнования по боксу проходят по системе плей-офф. Для победы в олимпийском турнире боксёру необходимо одержать либо четыре, либо пять побед в зависимости от жеребьёвки соревнований. Оба спортсмена, проигравшие в полуфинальных поединках, становятся обладателями бронзовых наград.
Мужчины
| Категория | Спортсмены           | Первый раунд                  | Второй раунд              | Четвертьфинал                 | Полуфинал            | Финал                | Место                |
| Категория | Спортсмены           | Соперник Результат            | Соперник Результат        | Соперник Результат            | Соперник Результат   | Соперник Результат   | Место                |
| --------- | -------------------- | ----------------------------- | ------------------------- | ----------------------------- | -------------------- | -------------------- | -------------------- |
| до 49 кг  | Патрик Лоренсу       | COLЮ. Мартинес П 0:3          | завершил выступление      | завершил выступление          | завершил выступление | завершил выступление | завершил выступление |
| до 52 кг  | Жулиан Нету          | USAА. Варгас П 0:2            | завершил выступление      | завершил выступление          | завершил выступление | завершил выступление | завершил выступление |
| до 56 кг  | Робенилсон ди Жезус  | ALGФ. Хаммаши В 2:1           | USAШ. Стивенсон (4) П 0:3 | завершил выступление          | завершил выступление | завершил выступление | завершил выступление |
| до 60 кг  | Робсон Консейсан (4) | не участвовал                 | TJKА. Юнусов В TKO R2     | UZBХ. Тожибаев (5) В 3:0      | CUBЛ. Альварес В 3:0 | FRAС. Умиа В 3:0     | 1                    |
| до 64 кг  | Жоэдисон Тейшейра    | ALGА. Шади В 2:1              | TURБ. Гёзгеч П 0:3        | завершил выступление          | завершил выступление | завершил выступление | завершил выступление |
| до 81 кг  | Мишел Боржис         | CMRХ. Н’Дам Н’Жикам (8) В 3:0 | CROХ. Сеп В 3:0           | CUBХ. Сесар ла Крус (1) П 0:3 | завершил выступление | завершил выступление | 5                    |
| до 91 кг  | Жуан Ногейра         | AUSД. Уотли В 3:0             | RUSЕ. Тищенко (1) П 0:3   | завершил выступление          | завершил выступление | завершил выступление | завершил выступление |

Женщины
| Категория | Спортсмены      | Первый раунд         | Четвертьфинал         | Полуфинал             | Финал                 | Место                 |
| Категория | Спортсмены      | Соперник Результат   | Соперник Результат    | Соперник Результат    | Соперник Результат    | Место                 |
| --------- | --------------- | -------------------- | --------------------- | --------------------- | --------------------- | --------------------- |
| до 60 кг  | Адриана Араужо  | FINМ. Потконен П 1:2 | завершила выступление | завершила выступление | завершила выступление | завершила выступление |
| до 75 кг  | Андрея Бандейра | PANА. Билон В 2:1    | CHNЛи Цянь П 0:3      | завершила выступление | завершила выступление | 5                     |

### Борьба
В соревнованиях по борьбе, как и на предыдущих трёх Играх, будет разыгрываться 18 комплектов наград. По 6 у мужчин в вольной и греко-римской борьбе и 6 у женщин в вольной борьбе. Турнир пройдёт по олимпийской системе с выбыванием. В утешительный раунд попадают участники, проигравшие в своих поединках будущим финалистам соревнований. Каждый поединок состоит из двух раундов по 3 минуты, победителем становится спортсмен, набравший большее количество технических очков. По окончании схватки, в зависимости от результатов спортсменам начисляются классификационные очки.
Мужчины
Греко-римская борьба
| Категория | Спортсмены | Первый раунд       | 1/8 финала         | Четвертьфинал      | Полуфинал          | Финал              | Место |
| Категория | Спортсмены | Соперник Результат | Соперник Результат | Соперник Результат | Соперник Результат | Соперник Результат | Место |
| --------- | ---------- | ------------------ | ------------------ | ------------------ | ------------------ | ------------------ | ----- |
| до 130 кг |            |                    |                    |                    |                    |                    |       |

Женщины
Вольная борьба
| Соревнование | Спортсмены     | Первый раунд       | 1/8 финала         | Четвертьфинал      | Полуфинал          | Финал              | Место |
| Соревнование | Спортсмены     | Соперник Результат | Соперник Результат | Соперник Результат | Соперник Результат | Соперник Результат | Место |
| ------------ | -------------- | ------------------ | ------------------ | ------------------ | ------------------ | ------------------ | ----- |
| до 58 кг     | Жойс Силва     |                    |                    |                    |                    |                    |       |
| до 63 кг     | Лайс Нуньес    |                    |                    |                    |                    |                    |       |
| до 69 кг     | Жилда Оливейра |                    |                    |                    |                    |                    |       |
| до 75 кг     | Алине Феррейра |                    |                    |                    |                    |                    |       |

### Велоспорт

#### Шоссейный велоспорт
Мужчины
| Соревнование    | Спортсмены   | Время   | Место | Отставание |
| --------------- | ------------ | ------- | ----- | ---------- |
| групповая гонка | Мурилу Фишер | 6:41:52 | OTL   | +31:47     |
| групповая гонка | Клебер Рамос | DSQ     | DSQ   | DSQ        |

Женщины
| Соревнование    | Спортсмены         | Время   | Место | Отставание |
| --------------- | ------------------ | ------- | ----- | ---------- |
| групповая гонка | Флавия Оливейра    | 3:51:47 | 7     | +0:20      |
| групповая гонка | Клемилда Фернандес | 4:14:39 | OTL   | OTL        |

#### Трековый велоспорт
Омниум
| Соревнование | Спортсмены       | Круг с хода | Круг с хода | Гонка по очкам | Гонка по очкам | Гонка с выбыванием | Гонка преследования | Гонка преследования | Скретч | Гит с места | Гит с места | Сумма очков | Итоговое место |
| Соревнование | Спортсмены       | Время       | Место       | Очки           | Место          | Место              | Время               | Место               | Место  | Время       | Место       | Сумма очков | Итоговое место |
| ------------ | ---------------- | ----------- | ----------- | -------------- | -------------- | ------------------ | ------------------- | ------------------- | ------ | ----------- | ----------- | ----------- | -------------- |
| мужчины      | Жидеони Монтейро |             |             |                |                |                    |                     |                     |        |             |             |             |                |

#### Маунтинбайк
Мужчины
| Соревнование | Спортсмены | Время | Место | Отставание |
| ------------ | ---------- | ----- | ----- | ---------- |
| кросс-кантри |            |       |       |            |
|              |            |       |       |            |

Женщины
| Соревнование | Спортсмены | Время | Место | Отставание |
| ------------ | ---------- | ----- | ----- | ---------- |
| кросс-кантри |            |       |       |            |

#### BMX
Мужчины
| Соревнование | Спортсмены | Квалификация | Квалификация | 1\4 финала | 1\4 финала  | 1\4 финала  | 1\4 финала  | 1\4 финала  | 1\4 финала  | 1\4 финала | 1\4 финала | 1\2 финала | 1\2 финала  | 1\2 финала  | 1\2 финала  | 1\2 финала | 1\2 финала | Финал | Финал | Место |
| Соревнование | Спортсмены | Время        | Место        | Заезд      | 1 гонка     | 2 гонка     | 3 гонка     | 4 гонка     | 5 гонка     | Всего      | Место      | Заезд      | 1 гонка     | 2 гонка     | 3 гонка     | Всего      | Место      | Финал | Финал | Место |
| Соревнование | Спортсмены | Время        | Место        | Заезд      | Время Место | Время Место | Время Место | Время Место | Время Место | Всего      | Место      | Заезд      | Время Место | Время Место | Время Место | Всего      | Место      | Время | Место | Место |
| ------------ | ---------- | ------------ | ------------ | ---------- | ----------- | ----------- | ----------- | ----------- | ----------- | ---------- | ---------- | ---------- | ----------- | ----------- | ----------- | ---------- | ---------- | ----- | ----- | ----- |
| BMX          |            |              |              |            |             |             |             |             |             |            |            |            |             |             |             |            |            |       |       |       |

Женщины
| Соревнование | Спортсмены | Квалификация | Квалификация | 1\2 финала | 1\2 финала  | 1\2 финала  | 1\2 финала  | 1\2 финала | 1\2 финала | Финал | Финал | Место |
| Соревнование | Спортсмены | Время        | Место        | Заезд      | 1 гонка     | 2 гонка     | 3 гонка     | Всего      | Место      | Финал | Финал | Место |
| Соревнование | Спортсмены | Время        | Место        | Заезд      | Время Место | Время Место | Время Место | Всего      | Место      | Время | Место | Место |
| ------------ | ---------- | ------------ | ------------ | ---------- | ----------- | ----------- | ----------- | ---------- | ---------- | ----- | ----- | ----- |
| BMX          |            |              |              |            |             |             |             |            |            |       |       |       |

### Водные виды спорта

#### Водное поло

##### Мужчины
Мужская сборная Бразилии автоматически квалифицировалась на Игры, как сборная-хозяйка соревнований.
Состав
| Номер                  | Имя     | Дата рождения | Рост, см | Вес, кг | Клуб    | Игры    | Голы    |
| Вратари                | Вратари | Вратари       | Вратари  | Вратари | Вратари | Вратари | Вратари |
| ---------------------- | ------- | ------------- | -------- | ------- | ------- | ------- | ------- |
| 1                      |         |               |          |         |         |         |         |
| 13                     |         |               |          |         |         |         |         |
| Защитники              |         |               |          |         |         |         |         |
|                        |         |               |          |         |         |         |         |
| Подвижные нападающие   |         |               |          |         |         |         |         |
|                        |         |               |          |         |         |         |         |
| Центральные нападающие |         |               |          |         |         |         |         |
|                        |         |               |          |         |         |         |         |

| Имя         | Гражданство | Дата рождения |
| ----------- | ----------- | ------------- |
| Ратко Рудич | Хорватия    | 07.06.1948    |

Результаты
Групповой этап (Группа A)
| Место | Команда   | И | В | Н | П | ГЗ | ГП | +/- | Очки |
| ----- | --------- | - | - | - | - | -- | -- | --- | ---- |
| 1     | Венгрия   | 5 | 2 | 3 | 0 | 57 | 43 | +14 | 7    |
| 2     | Греция    | 5 | 2 | 2 | 1 | 41 | 40 | +1  | 6    |
| 3     | Бразилия  | 5 | 3 | 0 | 2 | 40 | 39 | +1  | 6    |
| 4     | Сербия    | 5 | 2 | 2 | 1 | 49 | 44 | +5  | 6    |
| 5     | Австралия | 5 | 2 | 1 | 2 | 44 | 40 | +4  | 5    |
| 6     | Япония    | 5 | 0 | 0 | 5 | 36 | 61 | -25 | 0    |

| 6 августа 2016 20:50 UTC-3 | Протокол | Бразилия                              | 8:7  | Австралия                        | Водный центр имени Марии Ленк Судьи: Филиппо Гомес Чеви Буш |
| 6 августа 2016 20:50 UTC-3 | Протокол | Счёт по четвертям: 3:2, 2:1, 2:2, 1:2 |      |                                  | Водный центр имени Марии Ленк Судьи: Филиппо Гомес Чеви Буш |
| 6 августа 2016 20:50 UTC-3 | Протокол | Адриан Башес — 3                      | Голы | 2 — Ричи Кэмпбелл, Джон Коттерил | Водный центр имени Марии Ленк Судьи: Филиппо Гомес Чеви Буш |

| 8 августа 2016 19:30 UTC-3 | Протокол | Япония                                     | 8:16 | Бразилия        | Водный центр имени Марии Ленк Судьи: Ненад Периш Шеви Бух |
| 8 августа 2016 19:30 UTC-3 | Протокол | Счёт по четвертям: 2:5, 1:3, 4:4, 1:4      |      |                 | Водный центр имени Марии Ленк Судьи: Ненад Периш Шеви Бух |
| 8 августа 2016 19:30 UTC-3 | Протокол | Мицуаки Сига, Кодзи Такэи, Кэйго Окава — 2 | Голы | 5 — Йосип Врлич | Водный центр имени Марии Ленк Судьи: Ненад Периш Шеви Бух |

| 10 августа 2016 | Бразилия | ' | Сербия | Водный центр имени Марии Ленк |

| 12 августа 2016 | Греция | ' | Бразилия | Водный центр имени Марии Ленк |

| 14 августа 2016 | Бразилия | ' | Венгрия | Олимпийский водный центр |

##### Женщины
Женская сборная Бразилии автоматически квалифицировалась на Игры, как сборная-хозяйка соревнований.
Состав
| Номер                  | Имя     | Дата рождения | Рост, см | Вес, кг | Клуб    | Игры    | Голы    |
| Вратари                | Вратари | Вратари       | Вратари  | Вратари | Вратари | Вратари | Вратари |
| ---------------------- | ------- | ------------- | -------- | ------- | ------- | ------- | ------- |
| 1                      |         |               |          |         |         |         |         |
| 13                     |         |               |          |         |         |         |         |
| Защитники              |         |               |          |         |         |         |         |
|                        |         |               |          |         |         |         |         |
| Подвижные нападающие   |         |               |          |         |         |         |         |
|                        |         |               |          |         |         |         |         |
| Центральные нападающие |         |               |          |         |         |         |         |
|                        |         |               |          |         |         |         |         |

| Имя          | Гражданство | Дата рождения |
| ------------ | ----------- | ------------- |
| Патрик Ойтен |             |               |

Результаты
Групповой этап (Группа A)
| Место | Команда   | И | В | Н | П | ГЗ | ГП | +/- | Очки |
| ----- | --------- | - | - | - | - | -- | -- | --- | ---- |
| 1     | Италия    | 3 | 3 | 0 | 0 | 27 | 13 | +12 | 6    |
| 2     | Австралия | 3 | 2 | 0 | 1 | 31 | 15 | +16 | 4    |
| 3     | Россия    | 3 | 1 | 0 | 2 | 23 | 31 | -8  | 2    |
| 4     | Бразилия  | 3 | 0 | 0 | 3 | 13 | 33 | -20 | 0    |

| 9 августа 2016 10:20 UTC-3 | Протокол | Италия                                | 9:3  | Бразилия                                           | Водный центр имени Марии Ленк Судьи: Диана Дулит-Думас Дион Уиллис |
| 9 августа 2016 10:20 UTC-3 | Протокол | Счёт по четвертям: 1:1, 2:0, 3:0, 3:2 |      |                                                    | Водный центр имени Марии Ленк Судьи: Диана Дулит-Думас Дион Уиллис |
| 9 августа 2016 10:20 UTC-3 | Протокол | Роберта Бьянкони — 3                  | Голы | 1 — Диана Абла, Изабелла Кьяппини, Аманда Оливейра | Водный центр имени Марии Ленк Судьи: Диана Дулит-Думас Дион Уиллис |

| 11 августа 2016 | Россия | ' | Бразилия | Водный центр имени Марии Ленк |

| 13 августа 2016 | Австралия | ' | Бразилия | Водный центр имени Марии Ленк |

1/4 финала
| 15 августа 2016 | Бразилия | ' | ' | Водный центр имени Марии Ленк |

#### Плавание
В следующий раунд на каждой дистанции проходят спортсмены, показавшие лучший результат, независимо от места, занятого в своём заплыве.
Мужчины
| Дистанция                        | Спортсмены                                                                      | Предварительный раунд | Предварительный раунд | Предварительный раунд | Полуфинал                                                        | Полуфинал                                                        | Полуфинал                                                        | Финал                 | Финал                 |
| Дистанция                        | Спортсмены                                                                      | Заплыв                | Результат             | Место                 | Заплыв                                                           | Результат                                                        | Место                                                            | Результат             | Место                 |
| -------------------------------- | ------------------------------------------------------------------------------- | --------------------- | --------------------- | --------------------- | ---------------------------------------------------------------- | ---------------------------------------------------------------- | ---------------------------------------------------------------- | --------------------- | --------------------- |
| 50 метров вольным стилем         | Итало Дуарте                                                                    |                       |                       |                       |                                                                  |                                                                  |                                                                  |                       |                       |
| 50 метров вольным стилем         | Бруно Фратус                                                                    |                       |                       |                       |                                                                  |                                                                  |                                                                  |                       |                       |
| 100 метров вольным стилем        | Марсело Кьеригини                                                               | 6                     | 48,53                 | 13 Q                  | 2                                                                | 48,23                                                            | 8 Q                                                              |                       |                       |
| 100 метров вольным стилем        | Николас Оливейра                                                                | 8                     | 49,05                 | 28                    | завершил выступление                                             | завершил выступление                                             | завершил выступление                                             | завершил выступление  | завершил выступление  |
| 200 метров вольным стилем        | Жуан де Лукка                                                                   | 4                     | 1:47,63               | 25                    | завершил выступление                                             | завершил выступление                                             | завершил выступление                                             | завершил выступление  | завершил выступление  |
| 200 метров вольным стилем        | Николас Оливейра                                                                | 4                     | DNS                   | —                     | завершил выступление                                             | завершил выступление                                             | завершил выступление                                             | завершил выступление  | завершил выступление  |
| 400 метров вольным стилем        | Луис Алтамир Мело                                                               | 3                     | 3:50,82               | 32                    | не проводится                                                    | не проводится                                                    | не проводится                                                    | завершил выступление  | завершил выступление  |
| 1500 метров вольным стилем       | Брандонн Алмейда                                                                |                       |                       |                       | не проводится                                                    | не проводится                                                    | не проводится                                                    |                       |                       |
| 1500 метров вольным стилем       | Мигел Валенте                                                                   |                       |                       |                       | не проводится                                                    | не проводится                                                    | не проводится                                                    |                       |                       |
| 100 метров баттерфляем           | Энрике Мартинс                                                                  |                       |                       |                       |                                                                  |                                                                  |                                                                  |                       |                       |
| 100 метров баттерфляем           | Маркос Маседо                                                                   |                       |                       |                       |                                                                  |                                                                  |                                                                  |                       |                       |
| 200 метров баттерфляем           | Леонардо де Деус                                                                | 4                     | 1:55,98               | 9 Q                   | 2                                                                | 1:56,77                                                          | 13                                                               | завершил выступление  | завершил выступление  |
| 200 метров баттерфляем           | Кайо де Алмейда                                                                 | 4                     | 1:56,45               | 12 Q                  | 1                                                                | 1:57,45                                                          | 14                                                               | завершил выступление  | завершил выступление  |
| 100 метров на спине              | Гильерме Гвидо                                                                  | 5                     | 53,80                 | 13 Q                  | 2                                                                | 54,16                                                            | 14                                                               | завершил выступление  | завершил выступление  |
| 200 метров на спине              | Леонардо де Деус                                                                | 4                     | 1:57,00               | 12 Q                  |                                                                  |                                                                  |                                                                  |                       |                       |
| 100 метров брассом               | Жуан Гомес Жуниор                                                               | 5                     | 59,46                 | 8 Q                   | 1                                                                | 59,40                                                            | 7 Q                                                              | 59,31                 | 5                     |
| 100 метров брассом               | Фелипе Франса Силва                                                             | 5                     | 59,01                 | 3 Q                   | 2                                                                | 59,35                                                            | 6 Q                                                              | 59,38                 | 7                     |
| 200 метров брассом               | Талес Сердейра                                                                  | 2                     | 2:12,83               | 29                    | завершил выступление                                             | завершил выступление                                             | завершил выступление                                             | завершил выступление  | завершил выступление  |
| 200 метров брассом               | Тьяго Симон                                                                     | 5                     | 2:15,01               | 36                    | завершил выступление                                             | завершил выступление                                             | завершил выступление                                             | завершил выступление  | завершил выступление  |
| 200 метров комплексным плаванием | Тьяго Перейра                                                                   | 4                     | 1:58,63               | 5 Q                   |                                                                  |                                                                  |                                                                  |                       |                       |
| 200 метров комплексным плаванием | Энрике Родригес                                                                 | 2                     | 1:58,56               | 4 Q                   |                                                                  |                                                                  |                                                                  |                       |                       |
| 400 метров комплексным плаванием | Брандонн Алмейда                                                                | 4                     | 4:17,25               | 15                    | не проводится                                                    | не проводится                                                    | не проводится                                                    | завершил выступление  | завершил выступление  |
| Эстафета                         | Предварительный раунд                                                           | Предварительный раунд | Предварительный раунд | Предварительный раунд | Финал                                                            | Финал                                                            | Финал                                                            | Финал                 | Финал                 |
| Эстафета                         | Состав                                                                          | Заплыв                | Результат             | Место                 | Состав                                                           | Состав                                                           | Состав                                                           | Результат             | Место                 |
| 4×100 метров вольным стилем      | Марсело Кьеригини Николас Оливейра Габриэль Сантос Матеус Сантана               | 2                     | 3:14,06               | 5 Q                   | Марсело Кьеригини Николас Оливейра Габриэль Сантос Жуан де Лукка | Марсело Кьеригини Николас Оливейра Габриэль Сантос Жуан де Лукка | Марсело Кьеригини Николас Оливейра Габриэль Сантос Жуан де Лукка | 3:13,21               | 5                     |
| 4×200 метров вольным стилем      | Луис Альтамир Жуан де Лукка Андре Перейра Николас Оливейра                      | 1                     | 7:13,84               | 14                    | завершили выступление                                            | завершили выступление                                            | завершили выступление                                            | завершили выступление | завершили выступление |
| 4×100 метров комбинированная     | Марсело Кьеригини Жуан де Лукка Николас Оливейра Матеус Сантана Габриэль Сантос |                       |                       |                       |                                                                  |                                                                  |                                                                  |                       |                       |

Открытая вода
| Дистанция     | Спортсмены     | Результат | Место | Отставание |
| ------------- | -------------- | --------- | ----- | ---------- |
| 10 километров | Аллан до Кармо |           |       |            |

Женщины
| Дистанция                        | Спортсмены                                                                                      | Предварительный раунд | Предварительный раунд | Предварительный раунд | Полуфинал             | Полуфинал             | Полуфинал             | Финал                 | Финал                 |
| Дистанция                        | Спортсмены                                                                                      | Заплыв                | Результат             | Место                 | Заплыв                | Результат             | Место                 | Результат             | Место                 |
| -------------------------------- | ----------------------------------------------------------------------------------------------- | --------------------- | --------------------- | --------------------- | --------------------- | --------------------- | --------------------- | --------------------- | --------------------- |
| 50 метров вольным стилем         | Этьен Медейрос                                                                                  |                       |                       |                       |                       |                       |                       |                       |                       |
| 50 метров вольным стилем         | Грасиеле Херман                                                                                 |                       |                       |                       |                       |                       |                       |                       |                       |
| 100 метров вольным стилем        | Этьен Медейрос                                                                                  | 4                     | 54,38                 | 14 Q                  |                       |                       |                       |                       |                       |
| 100 метров вольным стилем        | Ларисса Оливейра                                                                                | 5                     | 54,72                 | 21                    | завершила выступление | завершила выступление | завершила выступление | завершила выступление | завершила выступление |
| 200 метров вольным стилем        | Мануэлла Лирио                                                                                  | 6                     | 1:57,28               | 14                    | 1                     | 1:57,43               | 12                    | завершила выступление | завершила выступление |
| 200 метров вольным стилем        | Ларисса Оливейра                                                                                | 6                     | 2:00,76               | 35                    | завершила выступление | завершила выступление | завершила выступление | завершила выступление | завершила выступление |
| 100 метров баттерфляем           | Дайене Диас                                                                                     | 5                     | 58,15                 | 14 Q                  | 1                     | 58,52                 | 13                    | завершила выступление | завершила выступление |
| 100 метров баттерфляем           | Дайнара де Паула                                                                                | 3                     | 57,92                 | 13 Q                  | 1                     | 58,65                 | 15                    | завершила выступление | завершила выступление |
| 200 метров баттерфляем           | Жоанна Мараньян                                                                                 | 3                     | 2:10,69               | 24                    | завершила выступление | завершила выступление | завершила выступление | завершила выступление | завершила выступление |
| 100 метров на спине              | Этьен Медейрос                                                                                  | 5                     | 1:01,70               | 25                    | завершила выступление | завершила выступление | завершила выступление | завершила выступление | завершила выступление |
| 200 метров комплексным плаванием | Жоанна Мараньян                                                                                 | 5                     | 2:13,06               | 18                    | завершила выступление | завершила выступление | завершила выступление | завершила выступление | завершила выступление |
| 400 метров комплексным плаванием | Жоанна Мараньян                                                                                 | 3                     | 4:38,88               | 15                    | не проводится         | не проводится         | не проводится         | завершила выступление | завершила выступление |
| Эстафета                         | Предварительный раунд                                                                           | Предварительный раунд | Предварительный раунд | Предварительный раунд | Финал                 | Финал                 | Финал                 | Финал                 | Финал                 |
| Эстафета                         | Состав                                                                                          | Заплыв                | Результат             | Место                 | Состав                | Состав                | Состав                | Результат             | Место                 |
| 4×100 метров вольным стилем      | Ларисса Оливейра (55,54) Этьен Медейрос (53,99) Дайнара де Паула (54,81) Мануэлла Лирио (55,06) | 2                     | 3:39,40               | 11                    | завершили выступление | завершили выступление | завершили выступление | завершили выступление | завершили выступление |
| 4×200 метров вольным стилем      | Мануэлла Лирио Джессика Кавальэйро Габриэлла Ронкатто Ларисса Оливейра                          | 2                     | 7:55,68               | 11                    | завершили выступление | завершили выступление | завершили выступление | завершили выступление | завершили выступление |
| 4×100 метров комбинированная     |                                                                                                 |                       |                       |                       |                       |                       |                       |                       |                       |

Открытая вода
| Дистанция     | Спортсмены        | Результат | Место | Отставание |
| ------------- | ----------------- | --------- | ----- | ---------- |
| 10 километров | Ана Марсела Кунья |           |       |            |
| 10 километров | Полиана Окимото   |           |       |            |

#### Прыжки в воду
Мужчины
| Соревнование                 | Спортсмены                    | Предварительный раунд | Предварительный раунд | Полуфинал     | Полуфинал     | Финал     | Финал |
| Соревнование                 | Спортсмены                    | Результат             | Место                 | Результат     | Место         | Результат | Место |
| ---------------------------- | ----------------------------- | --------------------- | --------------------- | ------------- | ------------- | --------- | ----- |
| трамплин, 3 метра            | Сезар Кастро                  |                       |                       |               |               |           |       |
| вышка, 10 метров             | Уго Паризи                    |                       |                       |               |               |           |       |
| синхронный трамплин, 3 метра | Иан Матос Луис Оутерело       | не проводится         | не проводится         | не проводится | не проводится | 332,61    | 8     |
| синхронная вышка, 10 метров  | Уго Паризи Джексон Рондинелли | не проводится         | не проводится         | не проводится | не проводится | 368,52    | 8     |

Женщины
| Соревнование                 | Спортсмены                       | Предварительный раунд | Предварительный раунд | Полуфинал     | Полуфинал     | Финал     | Финал |
| Соревнование                 | Спортсмены                       | Результат             | Место                 | Результат     | Место         | Результат | Место |
| ---------------------------- | -------------------------------- | --------------------- | --------------------- | ------------- | ------------- | --------- | ----- |
| трамплин, 3 метра            | Жулиана Велозо                   |                       |                       |               |               |           |       |
| вышка, 10 метров             | Ингрид Оливейра                  |                       |                       |               |               |           |       |
| синхронный трамплин, 3 метра | Тамми Галера Жулиана Велозо      | не проводится         | не проводится         | не проводится | не проводится | 258,75    | 8     |
| синхронная вышка, 10 метров  | Ингрид Оливейра Джованна Педрозо | не проводится         | не проводится         | не проводится | не проводится | 280,98    | 8     |

#### Синхронное плавание
По итогам квалификационного раунда в соревнованиях дуэтов в финал проходят 12 сильнейших сборных. В финале синхронистки исполняют только произвольную программу. Итоговая сумма складывается из результатов финальной произвольной программы и баллов, полученных дуэтами за техническую программу, исполненную в квалификационном раунде.
| Соревнование | Спортсмены | Квалификация          | Квалификация          | Квалификация           | Квалификация           | Квалификация  | Квалификация  | Финал                  | Финал                  | Итоговый результат    | Итоговый результат |
| Соревнование | Спортсмены | Техническая программа | Техническая программа | Произвольная программа | Произвольная программа | Всего         | Всего         | Произвольная программа | Произвольная программа | Итоговый результат    | Итоговый результат |
| Соревнование | Спортсмены | Баллы                 | Место                 | Баллы                  | Место                  | Баллы         | Место         | Баллы                  | Место                  | Баллы                 | Место              |
| ------------ | --- | --------------------- | --------------------- | ---------------------- | ---------------------- | ------------- | ------------- | ---------------------- | ---------------------- | --------------------- | ------------------ |
| дуэты        | Луиза Боржес Мария Эдуарда Микуччи | 83,3008               | 13                    | 84,0333                | 13                     | 167,3341      | 13            | Завершили выступление  | Завершили выступление  | Завершили выступление | 13                 |
| группы       | Луиза Боржес Мария Бруно Мария Клара Коутиньо Мария Эдуарда Микуччи Лорена Молинос Памела Ногейра Лара Тейшейра Беатрис Ферес Бранка Ферес | 84,7985               | 6                     | Не проводится          | Не проводится          | Не проводится | Не проводится | 87,2000                | 6                      | 171,9985              | 6                  |

### Волейбол

#### Волейбол

##### Мужчины
Состав команды
| Номер                   | Имя                     | Дата рождения           | Рост, см                | Клуб                    | Игры                    | Очки                    | Очки                    | Очки                    | Всего очков             |
| Номер                   | Имя                     | Дата рождения           | Рост, см                | Клуб                    | Игры                    | Атака                   | Подача                  | Блок                    | Всего очков             |
| Центральные блокирующие | Центральные блокирующие | Центральные блокирующие | Центральные блокирующие | Центральные блокирующие | Центральные блокирующие | Центральные блокирующие | Центральные блокирующие | Центральные блокирующие | Центральные блокирующие |
| ----------------------- | ----------------------- | ----------------------- | ----------------------- | ----------------------- | ----------------------- | ----------------------- | ----------------------- | ----------------------- | ----------------------- |
|                         |                         |                         |                         |                         |                         |                         |                         |                         |                         |
| Связующие               |                         |                         |                         |                         |                         |                         |                         |                         |                         |
|                         |                         |                         |                         |                         |                         |                         |                         |                         |                         |
| Диагональные            |                         |                         |                         |                         |                         |                         |                         |                         |                         |
|                         |                         |                         |                         |                         |                         |                         |                         |                         |                         |
| Доигровщики             |                         |                         |                         |                         |                         |                         |                         |                         |                         |
|                         |                         |                         |                         |                         |                         |                         |                         |                         |                         |
| Либеро                  |                         |                         |                         |                         |                         |                         |                         |                         |                         |
|                         |                         |                         |                         |                         |                         |                         |                         |                         |                         |

| Имя         | Гражданство | Дата рождения |
| ----------- | ----------- | ------------- |
| Бернардиньо | Бразилия    | 28 мая 1959   |

Результаты
Групповой этап (Группа A)
|             | Матчи | Матчи | Очки | Сеты | Сеты | Сеты  | Мячи | Мячи | Мячи  |
| В           | П     | В     | Очки | П    | В:П  | В     | П    | В:П  |       |
| ----------- | ----- | ----- | ---- | ---- | ---- | ----- | ---- | ---- | ----- |
| 1. Италия   | 4     | 1     | 12   | 13   | 5    | 2,600 | 432  | 375  | 1,152 |
| 2. Канада   | 3     | 2     | 9    | 10   | 7    | 1,429 | 378  | 378  | 1,000 |
| 3. США      | 3     | 2     | 9    | 10   | 8    | 1,250 | 419  | 405  | 1,035 |
| 4. Бразилия | 3     | 2     | 9    | 11   | 9    | 1,222 | 467  | 442  | 1,057 |
| 5. Франция  | 2     | 3     | 6    | 8    | 9    | 0,889 | 386  | 367  | 1,052 |
| 6. Мексика  | 0     | 5     | 0    | 1    | 15   | 0,067 | 283  | 398  | 0,711 |

| 7 августа 2016 11:35 UTC-3 |

| Бразилия                                | 3:1  | Мексика           |
| (23:15, 25:19, 25:14, 25:18) Статистика |      |                   |
| Уоллес 18                               | Очки | 15 Даниэль Варгас |

| Мараканазинью, Рио-де-Жанейро Зрителей: 8686 Судьи: Наср Шаабан Артуро ди Джакомо |

| 9 августа 2016 22:35 UTC-3 |

| Бразилия                                | 3:1  | Канада         |
| (24:26, 25:18, 25:22, 25:17) Статистика |      |                |
| Маурисио Боржес 16                      | Очки | 15 Джон Перрин |

| Мараканазинью, Рио-де-Жанейро Зрителей: 8749 Судьи: Луис Херардо Масиас Пётр Дудек |

##### Женщины
Состав команды
| Номер                   | Имя                     | Дата рождения           | Рост, см                | Клуб                    | Игры                    | Очки                    | Очки                    | Очки                    | Всего очков             |
| Номер                   | Имя                     | Дата рождения           | Рост, см                | Клуб                    | Игры                    | Атака                   | Подача                  | Блок                    | Всего очков             |
| Центральные блокирующие | Центральные блокирующие | Центральные блокирующие | Центральные блокирующие | Центральные блокирующие | Центральные блокирующие | Центральные блокирующие | Центральные блокирующие | Центральные блокирующие | Центральные блокирующие |
| ----------------------- | ----------------------- | ----------------------- | ----------------------- | ----------------------- | ----------------------- | ----------------------- | ----------------------- | ----------------------- | ----------------------- |
|                         |                         |                         |                         |                         |                         |                         |                         |                         |                         |
| Связующие               |                         |                         |                         |                         |                         |                         |                         |                         |                         |
|                         |                         |                         |                         |                         |                         |                         |                         |                         |                         |
| Диагональные            |                         |                         |                         |                         |                         |                         |                         |                         |                         |
|                         |                         |                         |                         |                         |                         |                         |                         |                         |                         |
| Доигровщики             |                         |                         |                         |                         |                         |                         |                         |                         |                         |
|                         |                         |                         |                         |                         |                         |                         |                         |                         |                         |
| Либеро                  |                         |                         |                         |                         |                         |                         |                         |                         |                         |
|                         |                         |                         |                         |                         |                         |                         |                         |                         |                         |

| Имя                    | Гражданство | Дата рождения |
| ---------------------- | ----------- | ------------- |
| Жозе Роберто Гимарайнш | Бразилия    | 31 июля 1954  |

Результаты
Групповой этап (Группа A)
|                     | Матчи | Матчи | Очки | Сеты | Сеты | Сеты  | Мячи | Мячи | Мячи  |
| В                   | П     | В     | Очки | П    | В:П  | В     | П    | В:П  |       |
| ------------------- | ----- | ----- | ---- | ---- | ---- | ----- | ---- | ---- | ----- |
| 1. Бразилия         | 5     | 0     | 15   | 15   | 0    | max   | 377  | 272  | 1,386 |
| 2. Россия           | 4     | 1     | 12   | 12   | 4    | 3,000 | 393  | 323  | 1,217 |
| 3. Республика Корея | 3     | 2     | 9    | 10   | 7    | 1,429 | 384  | 372  | 1,032 |
| 4. Япония           | 2     | 3     | 6    | 7    | 9    | 0,778 | 347  | 364  | 0,953 |
| 5. Аргентина        | 1     | 4     | 2    | 3    | 14   | 0,214 | 319  | 407  | 0,784 |
| 6. Камерун          | 0     | 5     | 1    | 2    | 15   | 0,133 | 328  | 410  | 0,800 |

| 6 августа 2016 15:00 UTC-3 |

| Бразилия                                    | 3:0  | Камерун                 |
| (25:14, 25:21, 25:13) Результат, Статистика |      |                         |
| Фернанда Гарай 12                           | Очки | 13 Летиция Мома Бассоко |

| Мараканазинью, Рио-де-Жанейро Зрителей: 7890 Судьи: Хайке Крафт, Лю Цзян |

| 8 августа 2016 22:50 UTC-3 |

| Бразилия                                    | 3:0  | Аргентина                    |
| (25:16, 25:19, 25:11) Результат, Статистика |      |                              |
| Шейла 14                                    | Очки | 9 Таня Акоста, Ямила Низетич |

| Мараканазинью, Рио-де-Жанейро Зрителей: 7651 Судьи: Наср Шаабан, Фабрицио Паскуали |

#### Пляжный волейбол
Мужчины
| Соревнование | Спортсмены                       | Групповой этап                                 | Групповой этап                                 | Групповой этап                              | Групповой этап | 1/8 финала     | Четвертьфинал  | Полуфинал      | Финал          | Место |
| Соревнование | Спортсмены                       | Соперники Счёт                                 | Соперники Счёт                                 | Соперники Счёт                              | Место          | Соперники Счёт | Соперники Счёт | Соперники Счёт | Соперники Счёт | Место |
| ------------ | -------------------------------- | ---------------------------------------------- | ---------------------------------------------- | ------------------------------------------- | -------------- | -------------- | -------------- | -------------- | -------------- | ----- |
| мужчины      | Алисон Серутти Бруно Оскар Шмидт | Группа A                                       | Группа A                                       | Группа A                                    | Группа A       |                |                |                |                |       |
| мужчины      | Алисон Серутти Бруно Оскар Шмидт | CANД. Бинсток / С. Шехтер В 21:19, 22:20       | AUTК. Допплер / А. Хорст П 21:23, 21:16, 13:15 | ITAА. Раньери / А. Карамбула В 21:19, 21:16 | 2 Q            |                |                |                |                |       |
| мужчины      | Эвандро Оливейра Педро Солберг   | Группа D                                       | Группа D                                       | Группа D                                    | Группа D       |                |                |                |                |       |
| мужчины      | Эвандро Оливейра Педро Солберг   | CUBН. Диас / С. Гонсалес П 22:24, 23:21, 13:15 | CANХ. Шальк / Б. Сакстон П 21:17, 18:21, 14:16 | LATА. Самойловс / Я. Шмединьш :             |                |                |                |                |                |       |

Женщины
| Соревнование | Спортсмены                     | Групповой этап                                      | Групповой этап                         | Групповой этап                    | Групповой этап | 1/8 финала     | Четвертьфинал  | Полуфинал      | Финал          | Место |
| Соревнование | Спортсмены                     | Соперники Счёт                                      | Соперники Счёт                         | Соперники Счёт                    | Место          | Соперники Счёт | Соперники Счёт | Соперники Счёт | Соперники Счёт | Место |
| ------------ | ------------------------------ | --------------------------------------------------- | -------------------------------------- | --------------------------------- | -------------- | -------------- | -------------- | -------------- | -------------- | ----- |
| женщины      | Талита Ларисса Франса          | Группа A                                            | Группа A                               | Группа A                          | Группа A       |                |                |                |                |       |
| женщины      | Талита Ларисса Франса          | RUSЕ. Бирлова / Е. Уколова В 21:14, 21:16           | USAЛ. Фендрик / Б. Свит В 21:16, 21:13 | POLМ. Бжостек / К. Колосиньская : |                |                |                |                |                |       |
| женщины      | Агата Беднарчук Барбара Сейшас | Группа B                                            | Группа B                               | Группа B                          | Группа B       |                |                |                |                |       |
| женщины      | Агата Беднарчук Барбара Сейшас | CZEБ. Германнова / М. Слукова В 19:21, 21:17, 15:11 | ARGА. Гальяй / Д. Клуг В 21:11, 21:17  | ESPЭльса / Лилиана П 17:21, 20:22 | 2 Q            |                |                |                |                |       |

### Гандбол

#### Мужчины
Мужская сборная Бразилии автоматически квалифицировалась на Игры, как сборная-хозяйка соревнований.
Состав
| Номер         | Имя     | Дата рождения | Рост, см | Вес, кг | Клуб    | Игры    | Голы    |
| Вратари       | Вратари | Вратари       | Вратари  | Вратари | Вратари | Вратари | Вратари |
| ------------- | ------- | ------------- | -------- | ------- | ------- | ------- | ------- |
|               |         |               |          |         |         |         |         |
| Крайние       |         |               |          |         |         |         |         |
|               |         |               |          |         |         |         |         |
| Разыгрывающие |         |               |          |         |         |         |         |
|               |         |               |          |         |         |         |         |
| Полусредние   |         |               |          |         |         |         |         |
|               |         |               |          |         |         |         |         |
| Линейные      |         |               |          |         |         |         |         |
|               |         |               |          |         |         |         |         |

| Имя          | Гражданство | Дата рождения |
| ------------ | ----------- | ------------- |
| Жорди Рибера | Испания     | 03.05.1963    |

Результаты
Групповой этап (Группа B)
| Место | Команда  | И | В | Н | П | ГЗ  | ГП  | +/- | Очки |
| ----- | -------- | - | - | - | - | --- | --- | --- | ---- |
| 1     | Германия | 5 | 4 | 0 | 1 | 153 | 141 | +12 | 8    |
| 2     | Словения | 5 | 4 | 0 | 1 | 137 | 126 | +11 | 8    |
| 3     | Бразилия | 5 | 2 | 1 | 2 | 141 | 150 | -9  | 5    |
| 4     | Польша   | 5 | 2 | 0 | 3 | 139 | 140 | -1  | 4    |
| 5     | Египет   | 5 | 1 | 1 | 3 | 129 | 143 | -14 | 3    |
| 6     | Швеция   | 5 | 1 | 0 | 4 | 132 | 131 | +1  | 2    |

| 2016-08-07 16:40 UTC-3 | Польша          | 32:34             | Бразилия        | Арена ду Футуру, Рио-де-Жанейро Зрителей: 8778 Судьи: Начевски, Николов (MKD) |
| 2016-08-07 16:40 UTC-3 | Михал Дашек — 8 | (13:16)           | 7 — Жозе Толедо | Арена ду Футуру, Рио-де-Жанейро Зрителей: 8778 Судьи: Начевски, Николов (MKD) |
| 2016-08-07 16:40 UTC-3 | 5× 4×           | Статистика, Отчёт | 6× 3×           | Арена ду Футуру, Рио-де-Жанейро Зрителей: 8778 Судьи: Начевски, Николов (MKD) |

| 2016-08-09 16:40 UTC-3 | Бразилия         | 28:31             | Словения     | Арена ду Футуру, Рио-де-Жанейро Зрителей: 8131 Судьи: Хансен, Гединг (DEN) |
| 2016-08-09 16:40 UTC-3 | Фабио Шиуффа — 8 | (13:16)           | 6 — Блаж Янц | Арена ду Футуру, Рио-де-Жанейро Зрителей: 8131 Судьи: Хансен, Гединг (DEN) |
| 2016-08-09 16:40 UTC-3 | 6× 2×            | Статистика, Отчёт | 13× 2×       | Арена ду Футуру, Рио-де-Жанейро Зрителей: 8131 Судьи: Хансен, Гединг (DEN) |

| 2016-08-11 16:40 UTC-3 | Бразилия | − : − | Германия | Фьючер Арена, Рио-де-Жанейро |
| 2016-08-11 16:40 UTC-3 |          |       |          | Фьючер Арена, Рио-де-Жанейро |
| 2016-08-11 16:40 UTC-3 |          |       |          | Фьючер Арена, Рио-де-Жанейро |

| 2016-08-13 16:40 UTC-3 | Египет | − : − | Бразилия | Фьючер Арена, Рио-де-Жанейро |
| 2016-08-13 16:40 UTC-3 |        |       |          | Фьючер Арена, Рио-де-Жанейро |
| 2016-08-13 16:40 UTC-3 |        |       |          | Фьючер Арена, Рио-де-Жанейро |

| 2016-08-15 16:40 UTC-3 | Швеция | − : − | Бразилия | Фьючер Арена, Рио-де-Жанейро |
| 2016-08-15 16:40 UTC-3 |        |       |          | Фьючер Арена, Рио-де-Жанейро |
| 2016-08-15 16:40 UTC-3 |        |       |          | Фьючер Арена, Рио-де-Жанейро |

#### Женщины
Женская сборная Бразилии автоматически квалифицировалась на Игры, как сборная-хозяйка соревнований.
Состав
| Номер         | Имя     | Дата рождения | Рост, см | Вес, кг | Клуб    | Игры    | Голы    |
| Вратари       | Вратари | Вратари       | Вратари  | Вратари | Вратари | Вратари | Вратари |
| ------------- | ------- | ------------- | -------- | ------- | ------- | ------- | ------- |
|               |         |               |          |         |         |         |         |
| Крайние       |         |               |          |         |         |         |         |
|               |         |               |          |         |         |         |         |
| Разыгрывающие |         |               |          |         |         |         |         |
|               |         |               |          |         |         |         |         |
| Полусредние   |         |               |          |         |         |         |         |
|               |         |               |          |         |         |         |         |
| Линейные      |         |               |          |         |         |         |         |
|               |         |               |          |         |         |         |         |

| Имя           | Гражданство | Дата рождения |
| ------------- | ----------- | ------------- |
| Мортен Соубак | Дания       | 06.08.1964    |

Результаты
Групповой этап (Группа A)
| Место | Команда    | И | В | Н | П | ГЗ  | ГП  | +/- | Очки |
| ----- | ---------- | - | - | - | - | --- | --- | --- | ---- |
| 1     | Бразилия   | 5 | 4 | 0 | 1 | 138 | 117 | +21 | 8    |
| 2     | Норвегия   | 5 | 4 | 0 | 1 | 141 | 121 | +20 | 8    |
| 3     | Испания    | 5 | 3 | 0 | 2 | 125 | 116 | +9  | 6    |
| 4     | Ангола     | 5 | 2 | 0 | 3 | 116 | 128 | -12 | 4    |
| 5     | Румыния    | 5 | 2 | 0 | 3 | 108 | 119 | -11 | 4    |
| 6     | Черногория | 5 | 0 | 0 | 5 | 107 | 134 | -27 | 0    |

| 2016-08-06 09:30 UTC-3 | Норвегия       | 28:31             | Бразилия            | Арена ду Футуру, Рио-де-Жанейро Зрителей: 7780 Судьи: Горачек, Новотный (CZE) |
| 2016-08-06 09:30 UTC-3 | Нора Мёрк — 12 | (16:17)           | 12 — Ана Паула Белу | Арена ду Футуру, Рио-де-Жанейро Зрителей: 7780 Судьи: Горачек, Новотный (CZE) |
| 2016-08-06 09:30 UTC-3 | 2×             | Статистика, Отчёт | 8× 2×               | Арена ду Футуру, Рио-де-Жанейро Зрителей: 7780 Судьи: Горачек, Новотный (CZE) |

| 2016-08-08 16:40 UTC-3 | Бразилия           | 26:13             | Румыния           | Арена ду Футуру, Рио-де-Жанейро Зрителей: 7858 Судьи: Ш. Бонавентура, Ж. Бонавентура (FRA) |
| 2016-08-08 16:40 UTC-3 | Ана Паула Бело — 8 | (14:9)            | 6 — Кристина Нягу | Арена ду Футуру, Рио-де-Жанейро Зрителей: 7858 Судьи: Ш. Бонавентура, Ж. Бонавентура (FRA) |
| 2016-08-08 16:40 UTC-3 | 2× 1×              | Статистика, Отчёт | 4× 2×             | Арена ду Футуру, Рио-де-Жанейро Зрителей: 7858 Судьи: Ш. Бонавентура, Ж. Бонавентура (FRA) |

| 2016-08-10 09:30 UTC-3 | Бразилия              | 24:29             | Испания        | Арена ду Футуру, Рио-де-Жанейро Зрителей: 8495 Судьи: Ку, Ли (KOR) |
| 2016-08-10 09:30 UTC-3 | Фернанда да Силва — 7 | (12:15)           | 8 — Нерея Пена | Арена ду Футуру, Рио-де-Жанейро Зрителей: 8495 Судьи: Ку, Ли (KOR) |
| 2016-08-10 09:30 UTC-3 | 5× 3×                 | Статистика, Отчёт | 8× 4×          | Арена ду Футуру, Рио-де-Жанейро Зрителей: 8495 Судьи: Ку, Ли (KOR) |

| 2016-08-12 09:30 UTC-3 | Ангола | − : − | Бразилия | Фьючер Арена, Рио-де-Жанейро |
| 2016-08-12 09:30 UTC-3 |        |       |          | Фьючер Арена, Рио-де-Жанейро |
| 2016-08-12 09:30 UTC-3 |        |       |          | Фьючер Арена, Рио-де-Жанейро |

| 2016-08-14 09:30 UTC-3 | Черногория | − : − | Бразилия | Фьючер Арена, Рио-де-Жанейро |
| 2016-08-14 09:30 UTC-3 |            |       |          | Фьючер Арена, Рио-де-Жанейро |
| 2016-08-14 09:30 UTC-3 |            |       |          | Фьючер Арена, Рио-де-Жанейро |

### Гимнастика

#### Спортивная гимнастика
В квалификационном раунде проходил отбор, как в финал командного многоборья, так и в финалы личных дисциплин. В финал индивидуального многоборья отбиралось 24 спортсмена с наивысшими результатами, а в финалы отдельных упражнений по 8 спортсменов, причём в финале личных дисциплин страна не могла быть представлена более, чем 2 спортсменами. В командном многоборье в квалификации на каждом снаряде выступали по 4 спортсмена, а в зачёт шли три лучших результата. В финале командных соревнований на каждом снаряде выступало по три спортсмена и все три результата шли в зачёт.
Мужчины
Многоборья
| Соревнование         | Спортсмены        | Квалификация        | Квалификация | Квалификация | Квалификация   | Квалификация        | Квалификация | Квалификация | Квалификация | Финал                | Финал                | Финал                | Финал                | Финал                | Финал                | Финал                | Финал                |
| Соревнование         | Спортсмены        | Вольные выступления | Конь         | Кольца       | Опорный прыжок | Параллельные брусья | Перекладина  | Всего        | Место        | Вольные выступления  | Конь                 | Кольца               | Опорный прыжок       | Параллельные брусья  | Перекладина          | Всего                | Место                |
| -------------------- | ----------------- | ------------------- | ------------ | ------------ | -------------- | ------------------- | ------------ | ------------ | ------------ | -------------------- | -------------------- | -------------------- | -------------------- | -------------------- | -------------------- | -------------------- | -------------------- |
| личное многоборье    | Сержио Сасаки     | 14,900              | 14,833       | 14,133       | 15,266         | 14,933              | 14,833       | 88,898       | 8 Q          | 14,833               | 14,766               | 14,433               | 15,200               | 14,966               | 15,000               | 89,198               | 9                    |
| личное многоборье    | Артур Мариано     | 15,200              | 14,433       | 14,033       | 15,100         | 14,933              | 14,766       | 88,465       | 11 Q         | 15,133               | 13,400               | 14,133               | 14,766               | 14,633               | 15,266               | 87,331               | 17                   |
| личное многоборье    | Франсиско Баррето | 13,433              | 14,533       | 14,200       | 14,200         | 14,900              | 15,266       | 86,532       | 16           | завершил выступление | завершил выступление | завершил выступление | завершил выступление | завершил выступление | завершил выступление | завершил выступление | завершил выступление |
| командное многоборье | Франсиско Баррето | 13,433              | 14,533       | 14,200       | 14,200         | 14,900              | 15,266       |              |              |                      | 14,400               | 14,400               |                      | 14,700               | 15,166               |                      |                      |
| командное многоборье | Диегу Иполиту     | 15,500              |              |              | 14,816         |                     |              |              |              | 15,133               |                      |                      | 14,833               |                      |                      |                      |                      |
| командное многоборье | Артур Мариано     | 15,200              | 14,433       | 14,033       | 15,100         | 14,933              | 14,766       |              |              | 14,500               | 14,400               |                      | 15,066               | 14,700               | 14,933               |                      |                      |
| командное многоборье | Сержио Сасаки     | 14,900              | 14,833       | 14,133       | 15,266         | 14,933              | 14,833       |              |              | 12,100               | 14,633               | 14,366               | 15,133               | 15,133               | 14,566               |                      |                      |
| командное многоборье | Артур Занетти     |                     |              | 15,533       |                |                     |              |              |              |                      |                      | 15,566               |                      |                      |                      |                      |                      |
| командное многоборье | Всего             | 45,600              | 43,799       | 43,866       | 45,182         | 44,766              | 44,865       | 268,078      | 6 Q          | 41,733               | 43,433               | 44,332               | 45,032               | 44,533               | 44,665               | 263,728              | 6                    |

Индивидуальные упражнения
| Соревнование        | Спортсмены        | Квалификация | Квалификация | Финал                | Финал                |
| Соревнование        | Спортсмены        | Очки         | Место        | Очки                 | Место                |
| ------------------- | ----------------- | ------------ | ------------ | -------------------- | -------------------- |
| вольные упражнения  | Диегу Иполиту     | 15,500       | 4 Q          |                      |                      |
| вольные упражнения  | Артур Мариано     | 15,200       | 9 Q          |                      |                      |
| вольные упражнения  | Сержио Сасаки     | 14,900       | 20           | завершил выступление | завершил выступление |
| вольные упражнения  | Франсиско Баррето | 13,433       | 59           | завершил выступление | завершил выступление |
| конь                | Сержио Сасаки     | 14,833       | 17           | завершил выступление | завершил выступление |
| конь                | Франсиско Баррето | 14,533       | 22           | завершил выступление | завершил выступление |
| конь                | Артур Мариано     | 14,433       | 27           | завершил выступление | завершил выступление |
| кольца              | Артур Занетти     | 15,533       | 5 Q          |                      |                      |
| кольца              | Франсиско Баррето | 14,200       | 37           | завершил выступление | завершил выступление |
| кольца              | Сержио Сасаки     | 14,133       | 43           | завершил выступление | завершил выступление |
| кольца              | Артур Мариано     | 14,033       | 46           | завершил выступление | завершил выступление |
| опорный прыжок      | Сержио Сасаки     | 15,016       | 9            | завершил выступление | завершил выступление |
| параллельные брусья | Артур Мариано     | 14,933       | 29           | завершил выступление | завершил выступление |
| параллельные брусья | Сержио Сасаки     | 14,933       | 31           | завершил выступление | завершил выступление |
| параллельные брусья | Франсиско Баррето | 14,900       | 33           | завершил выступление | завершил выступление |
| перекладина         | Франсиско Баррето | 15,266       | 5 Q          |                      |                      |
| перекладина         | Сержио Сасаки     | 14,833       | 16           | завершил выступление | завершил выступление |
| перекладина         | Артур Мариано     | 14,766       | 20           | завершил выступление | завершил выступление |

Женщины
Многоборья
| Соревнование         | Спортсмены       | Квалификация   | Квалификация        | Квалификация | Квалификация       | Квалификация | Квалификация | Финал                 | Финал                 | Финал                 | Финал                 | Финал                 | Финал                 |
| Соревнование         | Спортсмены       | Опорный прыжок | Разновысокие брусья | Бревно       | Вольные упражнения | Всего        | Место        | Опорный прыжок        | Разновысокие брусья   | Бревно                | Вольные упражнения    | Всего                 | Место                 |
| -------------------- | ---------------- | -------------- | ------------------- | ------------ | ------------------ | ------------ | ------------ | --------------------- | --------------------- | --------------------- | --------------------- | --------------------- | --------------------- |
| личное многоборье    | Ребека Андраде   | 15,566         | 14,933              | 14,200       | 14,033             | 58,732       | 4 Q          |                       |                       |                       |                       |                       |                       |
| личное многоборье    | Флавия Сарайва   | 14,633         | 12,733              | 15,133       | 14,033             | 56,532       | 19 Q         |                       |                       |                       |                       |                       |                       |
| личное многоборье    | Жаде Барбоза     | 14,900         | 14,266              | 13,600       | 13,733             | 56,499       | 23           | завершила выступление | завершила выступление | завершила выступление | завершила выступление | завершила выступление | завершила выступление |
| командное многоборье | Ребека Андраде   | 15,566         | 14,933              | 14,200       | 14,033             |              |              | 15,400                | 14,900                |                       | 12,966                |                       |                       |
| командное многоборье | Жаде Барбоза     | 14,900         | 14,266              | 13,600       | 13,733             |              |              | 14,933                | 14,391                | 13,033                | 14,266                |                       |                       |
| командное многоборье | Даниэли Иполиту  |                |                     | 14,266       | 12,400             |              |              |                       |                       | 14,133                |                       |                       |                       |
| командное многоборье | Лорране Оливейра | 14,833         | 14,158              |              |                    |              |              | 14,566                | 14,166                |                       |                       |                       |                       |
| командное многоборье | Флавия Сарайва   | 14,633         | 12,733              | 15,133       | 14,033             |              |              |                       |                       | 14,833                | 14,500                |                       |                       |
| командное многоборье | всего            | 45,299         | 43,357              | 43,599       | 41,799             | 174,054      | 5 Q          | 44,899                | 43,457                | 41,999                | 41,732                | 172,087               | 8                     |

Индивидуальные упражнения
| Соревнование        | Спортсмены       | Квалификация | Квалификация | Финал                 | Финал                 |
| Соревнование        | Спортсмены       | Очки         | Место        | Очки                  | Место                 |
| ------------------- | ---------------- | ------------ | ------------ | --------------------- | --------------------- |
| разновысокие брусья | Ребека Андраде   | 14,933       | 15           | завершила выступление | завершила выступление |
| разновысокие брусья | Жаде Барбоза     | 14,266       | 35           | завершила выступление | завершила выступление |
| разновысокие брусья | Лорране Оливейра | 14,158       | 39           | завершила выступление | завершила выступление |
| разновысокие брусья | Флавия Сарайва   | 12,733       | 67           | завершила выступление | завершила выступление |
| бревно              | Флавия Сарайва   | 15,133       | 3 Q          |                       |                       |
| бревно              | Даниэли Иполиту  | 14,266       | 19           | завершила выступление | завершила выступление |
| бревно              | Ребека Андраде   | 14,200       | 22           | завершила выступление | завершила выступление |
| бревно              | Жаде Барбоза     | 13,600       | 42           | завершила выступление | завершила выступление |
| вольные упражнения  | Флавия Сарайва   | 14,033       | 19           | завершила выступление | завершила выступление |
| вольные упражнения  | Ребека Андраде   | 14,033       | 20           | завершила выступление | завершила выступление |
| вольные упражнения  | Жаде Барбоза     | 13,733       | 30           | завершила выступление | завершила выступление |
| вольные упражнения  | Даниэли Иполиту  | 12,400       | 73           | завершила выступление | завершила выступление |

#### Художественная гимнастика
Женщины
| Соревнование              | Спортсмены     | Квалификация | Квалификация | Финал | Финал |
| Соревнование              | Спортсмены     | Очки         | Место        | Очки  | Место |
| ------------------------- | -------------- | ------------ | ------------ | ----- | ----- |
| индивидуальное многоборье | Наталия Гаудио |              |              |       |       |
| групповое многоборье      |                |              |              |       |       |

#### Прыжки на батуте
Мужчины
| Соревнование      | Спортсмены      | Квалификация | Квалификация | Финал | Финал |
| Соревнование      | Спортсмены      | Очки         | Место        | Очки  | Место |
| ----------------- | --------------- | ------------ | ------------ | ----- | ----- |
| личное первенство | Рафаэль Андраде |              |              |       |       |

### Гольф
Последний раз соревнования по гольфу в рамках Олимпийских игр проходили в 1904 году. Соревнования гольфистов пройдут на 18-луночном поле, со счётом 72 пар. Каждый участник пройдёт все 18 лунок по 4 раза.
Мужчины
| Соревнование | Спортсмены       | Первый раунд | Первый раунд | Второй раунд | Второй раунд | Третий раунд | Третий раунд | Четвёртый раунд | Четвёртый раунд | Итоговый результат | Итоговое место |
| Соревнование | Спортсмены       | Очки         | Место        | Очки         | Место        | Очки         | Место        | Очки            | Место           | Итоговый результат | Итоговое место |
| ------------ | ---------------- | ------------ | ------------ | ------------ | ------------ | ------------ | ------------ | --------------- | --------------- | ------------------ | -------------- |
| мужчины      | Адилсон да Силва |              |              |              |              |              |              |                 |                 |                    |                |

Женщины
| Соревнование | Спортсмены       | Первый раунд | Первый раунд | Второй раунд | Второй раунд | Третий раунд | Третий раунд | Четвёртый раунд | Четвёртый раунд | Итоговый результат | Итоговое место |
| Соревнование | Спортсмены       | Очки         | Место        | Очки         | Место        | Очки         | Место        | Очки            | Место           | Итоговый результат | Итоговое место |
| ------------ | ---------------- | ------------ | ------------ | ------------ | ------------ | ------------ | ------------ | --------------- | --------------- | ------------------ | -------------- |
| женщины      | Мириам Нагль     |              |              |              |              |              |              |                 |                 |                    |                |
| женщины      | Виктория Лавледи |              |              |              |              |              |              |                 |                 |                    |                |

### Гребля на байдарках и каноэ

#### Гребля на гладкой воде
Соревнования по гребле на байдарках и каноэ на гладкой воде проходят в лагуне Родригу-ди-Фрейташ, которая находится на территории города Рио-де-Жанейро. В каждой дисциплине соревнования проходят в три этапа: предварительный раунд, полуфинал и финал.
Мужчины
| Соревнование                   | Спортсмены                                                | Предварительный раунд | Предварительный раунд | Предварительный раунд | Полуфинал | Полуфинал | Полуфинал | Финал | Финал | Итоговое место |
| Соревнование                   | Спортсмены                                                | Заплыв                | Время                 | Место                 | Заплыв    | Время     | Место     | Время | Место | Итоговое место |
| ------------------------------ | --------------------------------------------------------- | --------------------- | --------------------- | --------------------- | --------- | --------- | --------- | ----- | ----- | -------------- |
| байдарки-одиночки, 200 метров  | Эдсон Силва                                               |                       |                       |                       |           |           |           |       |       |                |
| байдарки-двойки, 200 метров    | Жилван Рибейро Эдсон Силва                                |                       |                       |                       |           |           |           |       |       |                |
| байдарки-четвёрки, 1000 метров | Роберто Маэлер Селсо Оливейра Жилван Рибейро Вагнер Соута |                       |                       |                       |           |           |           |       |       |                |
| каноэ-одиночки, 200 метров     | Изакиас Кейрос                                            |                       |                       |                       |           |           |           |       |       |                |
| каноэ-одиночки, 1000 метров    | Изакиас Кейрос                                            |                       |                       |                       |           |           |           |       |       |                |
| каноэ-двойки, 1000 метров      | Изакиас Кейрос Эрлон Силва                                |                       |                       |                       |           |           |           |       |       |                |

Женщины
| Соревнование                  | Спортсмены       | Предварительный раунд | Предварительный раунд | Предварительный раунд | Полуфинал | Полуфинал | Полуфинал | Финал | Финал | Итоговое место |
| Соревнование                  | Спортсмены       | Заплыв                | Время                 | Место                 | Заплыв    | Время     | Место     | Время | Место | Итоговое место |
| ----------------------------- | ---------------- | --------------------- | --------------------- | --------------------- | --------- | --------- | --------- | ----- | ----- | -------------- |
| байдарки-одиночки, 200 метров | Ана Паула Вергуц |                       |                       |                       |           |           |           |       |       |                |
| байдарки-одиночки, 500 метров | Ана Паула Вергуц |                       |                       |                       |           |           |           |       |       |                |

#### Гребной слалом
Квалификационный раунд проходил в две попытки. Результат в каждой попытке складывался из времени, затраченного на прохождение трассы и суммы штрафных очков, которые спортсмен получал за неправильное прохождение ворот. Одно штрафное очко равнялось одной секунде. Из 2 попыток выбирался лучший результат, по результатам которого, выявлялись спортсмены с наименьшим количеством очков, которые проходили в следующий раунд. В полуфинале гребцы выполняли по одной попытки. В финал проходили спортсмены с наименьшим результатом.
Мужчины
| Соревнование      | Спортсмены                      | Предварительный этап | Предварительный этап | Предварительный этап | Предварительный этап | Предварительный этап | Предварительный этап | Предварительный этап | Полуфинал            | Полуфинал            | Полуфинал            | Полуфинал            | Финал                | Финал                | Финал                | Финал                |
| Соревнование      | Спортсмены                      | 1 попытка            | 1 попытка            | 1 попытка            | 2 попытка            | 2 попытка            | 2 попытка            | Место                | Полуфинал            | Полуфинал            | Полуфинал            | Полуфинал            | Финал                | Финал                | Финал                | Финал                |
| Соревнование      | Спортсмены                      | Время                | Штраф                | Итог                 | Время                | Штраф                | Итог                 | Место                | Время                | Штраф                | Итог                 | Место                | Время                | Штраф                | Итог                 | Место                |
| ----------------- | ------------------------------- | -------------------- | -------------------- | -------------------- | -------------------- | -------------------- | -------------------- | -------------------- | -------------------- | -------------------- | -------------------- | -------------------- | -------------------- | -------------------- | -------------------- | -------------------- |
| байдарки-одиночки | Педро Гонсалвес                 | 86,48                | 2                    | 88,48                | 88,61                | 2                    | 90,61                | 5 Q                  | 93,68                | 2                    | 95,68                | 10 Q                 | 91,54                | 0                    | 91,54                | 6                    |
| каноэ-одиночки    | Фелипе Боржес                   | 108,30               | 14                   | 122,30               | 105,14               | 0                    | 105,14               | 16                   | завершил выступление | завершил выступление | завершил выступление | завершил выступление | завершил выступление | завершил выступление | завершил выступление | завершил выступление |
| каноэ-двойки      | Шарлес Корреа Андерсон Оливейра | 105,71               | 2                    | 107,71               | 104,14               | 2                    | 106,14               | 7 Q                  |                      |                      |                      |                      |                      |                      |                      |                      |

Женщины
| Соревнование      | Спортсмены | Предварительный этап | Предварительный этап | Предварительный этап | Предварительный этап | Предварительный этап | Предварительный этап | Предварительный этап | Полуфинал             | Полуфинал             | Полуфинал             | Полуфинал             | Финал                 | Финал                 | Финал                 | Финал                 |
| Соревнование      | Спортсмены | 1 попытка            | 1 попытка            | 1 попытка            | 2 попытка            | 2 попытка            | 2 попытка            | Место                | Полуфинал             | Полуфинал             | Полуфинал             | Полуфинал             | Финал                 | Финал                 | Финал                 | Финал                 |
| Соревнование      | Спортсмены | Время                | Штраф                | Итог                 | Время                | Штраф                | Итог                 | Место                | Время                 | Штраф                 | Итог                  | Место                 | Время                 | Штраф                 | Итог                  | Место                 |
| ----------------- | ---------- | -------------------- | -------------------- | -------------------- | -------------------- | -------------------- | -------------------- | -------------------- | --------------------- | --------------------- | --------------------- | --------------------- | --------------------- | --------------------- | --------------------- | --------------------- |
| байдарки-одиночки | Ана Сатила | 108,80               | 2                    | 110,80               | 99,12                | 50                   | 149,12               | 17                   | завершила выступление | завершила выступление | завершила выступление | завершила выступление | завершила выступление | завершила выступление | завершила выступление | завершила выступление |

### Дзюдо
Соревнования по дзюдо проводились по системе с выбыванием. В утешительные раунды попадали спортсмены, проигравшие полуфиналистам турнира. Два спортсмена, одержавших победу в утешительном раунде, в поединке за бронзу сражались с дзюдоистами, проигравшими в полуфинале.
Мужчины
| Категория    | Спортсмены         | 1/32 финала        | 1/16 финала                   | 1/8 финала                 | Четвертьфинал           | Полуфинал                | Финал                | Место |
| Категория    | Спортсмены         | Соперник Результат | Соперник Результат            | Соперник Результат         | Соперник Результат      | Соперник Результат       | Соперник Результат   | Место |
| ------------ | ------------------ | ------------------ | ----------------------------- | -------------------------- | ----------------------- | ------------------------ | -------------------- | ----- |
| до 60 кг     | Фелипе Китадай     | не участвовал      | FRAВ. Хяр В 001:000           | GERТ. Энгльмайер В 001:000 | AZEО. Сафаров П 000:100 | Утешительный турнир      | Утешительный турнир  | 7     |
| до 60 кг     | Фелипе Китадай     | не участвовал      | FRAВ. Хяр В 001:000           | GERТ. Энгльмайер В 001:000 | AZEО. Сафаров П 000:100 | UZBД. Урозбоев П 000:100 | завершил выступление | 7     |
| до 66 кг     | Шарлес Чибана      | не участвовал      | JPNМ. Эбинума П 000:101       | завершил выступление       | завершил выступление    | завершил выступление     | завершил выступление | 17    |
| до 73 кг     | Алекс Помбо        | не участвовал      | CHNСай Иньцзиригала П 000:001 | завершил выступление       | завершил выступление    | завершил выступление     | завершил выступление | 17    |
| до 81 кг     | Виктор Пеналбер    | не участвовал      | MOZМ. Акасиу В 100:000        | UAEС. Тома П 001:101       | завершил выступление    | завершил выступление     | завершил выступление | 9     |
| до 90 кг     | Тиагу Камилу       | не участвовал      | RSAЗ. Пионтек В 101:000       | AZEМ. Мехдиев П 001:011    | завершил выступление    | завершил выступление     | завершил выступление | 9     |
| до 100 кг    | Рафаэль Бузакарини |                    |                               |                            |                         |                          |                      |       |
| свыше 100 кг | Рафаэл Силва       |                    |                               |                            |                         |                          |                      |       |

Женщины
| Категория   | Спортсмены     | 1/16 финала               | 1/8 финала                  | Четвертьфинал                       | Полуфинал                 | Финал                     | Место |
| Категория   | Спортсмены     | Соперник Результат        | Соперник Результат          | Соперник Результат                  | Соперник Результат        | Соперник Результат        | Место |
| ----------- | -------------- | ------------------------- | --------------------------- | ----------------------------------- | ------------------------- | ------------------------- | ----- |
| до 48 кг    | Сара Менезес   | не участвовала            | BELШ. Ван Сник В 001:000    | CUBД. Местре Альварес П 000s1:000s0 | Утешительный турнир       | Утешительный турнир       | 7     |
| до 48 кг    | Сара Менезес   | не участвовала            | BELШ. Ван Сник В 001:000    | CUBД. Местре Альварес П 000s1:000s0 | MGLМ. Уранцэцэг П 000:100 | завершила выступление     | 7     |
| до 52 кг    | Эрика Миранда  | не участвовала            | TUNХ. Аяри В 100:000        | CHNМа Иннань П 000:010              | Утешительный турнир       | Утешительный турнир       | 5     |
| до 52 кг    | Эрика Миранда  | не участвовала            | TUNХ. Аяри В 100:000        | CHNМа Иннань П 000:010              | ROUА. Кицу В 100:010      | JPNМ. Накамура П 000:001  | 5     |
| до 57 кг    | Рафаэла Силва  | GERМ. Ропер В 100:000     | KORКим Джан Ди В 010:000    | HUNХ. Каракаш В 010:000             | ROUК. Кэприориу В 010:000 | MGLД. Сумъяа В 010:000    | 1     |
| до 63 кг    | Мариану Силва  | GHAС. Согеди В 100:000    | GERМ. Трайдос В 000s1:000s3 | ISRЯ. Джерби В 001:000              | SLOТ. Трстеняк П 000:101  | За 3-е место              | 5     |
| до 63 кг    | Мариану Силва  | GHAС. Согеди В 100:000    | GERМ. Трайдос В 000s1:000s3 | ISRЯ. Джерби В 001:000              | SLOТ. Трстеняк П 000:101  | NEDА. ван Эмден П 000:001 | 5     |
| до 70 кг    | Мария Портела  | MARА. Ньянг В 001s2:000s2 | AUTБ. Граф П 000s2:000s1    | завершила выступление               | завершила выступление     | завершила выступление     | 9     |
| до 78 кг    | Майра Агиар    |                           |                             |                                     |                           |                           |       |
| свыше 78 кг | Мария Альтеман |                           |                             |                                     |                           |                           |       |

### Конный спорт
Выездка
Соревнования по выездке включали в себе три теста высшего уровня сложности по системе Международной федерации конного спорта (FEI): Большой Приз (англ. Grand Prix), Переездка Большого Приза (англ. Grand Prix Special) и КЮР Большого приза (англ. Grand Prix Freestyle). Итоговая оценка в каждом из тестов рассчитывалась, как среднее арифметическое значение оценок семи судей. В командный зачёт шли результаты Большого Приза и Переездки Большого Приза, а итоговая оценка рассчитывалась, как среднее значение оценок за два теста.
| Соревнование      | Спортсмены                                          | Большой Приз                       | Большой Приз | Переездка Большого Приза | Переездка Большого Приза | КЮР Большого Приза    | КЮР Большого Приза    | Всего     | Всего |
| Соревнование      | Спортсмены                                          | Результат                          | Место        | Результат                | Место                    | Результат             | Место                 | Результат | Место |
| ----------------- | --------------------------------------------------- | ---------------------------------- | ------------ | ------------------------ | ------------------------ | --------------------- | --------------------- | --------- | ----- |
| личная выездка    | Жуан Олива лошадь — Xamã dos Pinhais                | 68,071                             | 46           | завершил выступление     | завершил выступление     | завершил выступление  | завершил выступление  |           |       |
| личная выездка    | Джована Пасс лошадь — Zingaro de Lyw                | 67,700                             | 47           | завершила выступление    | завершила выступление    | завершила выступление | завершила выступление |           |       |
| личная выездка    | Луиза Алмейда лошадь — Vendaval                     | 66,914                             | 49           | завершила выступление    | завершила выступление    | завершила выступление | завершила выступление |           |       |
| личная выездка    | Педро Алмейда лошадь — Xaparro do Vouga             | 65,714                             | 53           | завершил выступление     | завершил выступление     | завершил выступление  | завершил выступление  |           |       |
| командная выездка | Луиза Алмейда Педро Алмейда Жуан Олива Джована Пасс | 67,562 66,914 65,714 68,071 67,700 | 10           | завершили выступление    | завершили выступление    | не проводится         | не проводится         |           |       |

Троеборье
Троеборье состоит из манежной езды, полевых испытаний и конкура. В выездке оценивается степень контроля всадника над лошадью и способность выполнить обязательные элементы выступления. Также при выступлении оценивается внешний вид лошади и всадника. Жюри выставляет, как положительные оценки за удачно выполненные упражнения, так и штрафные баллы за различного рода ошибки. После окончания выступления по специальной формуле вычисляется количество штрафных очков. Соревнования по кроссу требуют от лошади и её наездника высокой степени физической подготовленности и выносливости. Дистанция для кросса достаточно протяжённая и имеет множество препятствий различного типа. Штрафные очки во время кросса начисляются за сбитые препятствия, за превышение лимита времени и за опасную езду. В конкуре за каждое сбитое препятствие спортсмену начисляются 4 штрафных балла, а за превышение лимита времени 1 штрафное очко (за каждую каждую, сверх нормы времени, начатую секунду).
| Соревнование        | Спортсмены                                         | Выездка | Кросс  | Кросс | Конкур | Конкур | Финальный конкур     | Финальный конкур     | Всего                | Всего                |
| Соревнование        | Спортсмены                                         | Штраф   | Штраф  | Штраф | Штраф  | Штраф  | Штраф                | Штраф                | Всего                | Всего                |
| Соревнование        | Спортсмены                                         | Баллы   | Прыжки | Время | Прыжки | Время  | Прыжки               | Время                | Результат            | Место                |
| ------------------- | -------------------------------------------------- | ------- | ------ | ----- | ------ | ------ | -------------------- | -------------------- | -------------------- | -------------------- |
| личное троеборье    | Карлос Парро лошадь — Summon Up The Blood          | 47,30   | 0,00   | 4,00  | 12     | 0,00   | 12                   | 0,00                 | 75,30                | 18                   |
| личное троеборье    | Марсио Жорже лошадь — Lissy Mac Wayer              | 50,00   | 0,00   | 20,00 | 8      | 2,00   | 8                    | 0,00                 | 88,00                | 25                   |
| личное троеборье    | Марсио Аппел лошадь — Iberon Jmen                  | 57,20   | 20,00  | 44,40 | 12     | 4,00   | завершил выступление | завершил выступление | 137,60               | 39                   |
| личное троеборье    | Руй Фонсека лошадь — Tom Bombadill Too             | 46,80   | 40,00  | 72,00 | DNF    | DNF    | завершил выступление | завершил выступление | завершил выступление | завершил выступление |
| командное троеборье | Марсио Жорже Руй Фонсека Карлос Парро Марсио Аппел | 144,10  | 88,40  | 88,40 | 38,00  | 38,00  | не проводится        | не проводится        | 280,90               | 7                    |

Конкур
В каждом из раундов спортсменам необходимо было пройти дистанцию с разным количеством препятствий и разным лимитом времени. За каждое сбитое препятствие спортсмену начислялось 4 штрафных балла, за превышение лимита времени 1 штрафное очко (за каждые 5 секунд). В финал личного первенства могло пройти только три спортсмена от одной страны. Командный конкур проводился в рамках второго и третьего раунда индивидуальной квалификации. В зачёт командных соревнований шли три лучших результата, показанные спортсменами во время личного первенства. Если спортсмен выбывал из индивидуальных соревнований после первого или второго раундов, то он всё равно продолжал свои выступления, но результаты при этом шли только в командный зачёт.
| Соревнование     | Спортсмены                                                        | Квалификация  | Квалификация  | Квалификация | Квалификация | Квалификация | Квалификация | Квалификация | Квалификация | Финал         | Финал         | Финал         | Финал         | Финал         | Итоговое место |
| Соревнование     | Спортсмены                                                        | 1 раунд       | 1 раунд       | 2 раунд      | Всего        | Всего        | 3 раунд      | Всего        | Всего        | Финал A       | Финал A       | Финал B       | Всего         | Всего         | Итоговое место |
| Соревнование     | Спортсмены                                                        | Штраф         | Место         | Штраф        | Штраф        | Место        | Штраф        | Штраф        | Место        | Штраф         | Место         | Штраф         | Штраф         | Место         | Итоговое место |
| ---------------- | ----------------------------------------------------------------- | ------------- | ------------- | ------------ | ------------ | ------------ | ------------ | ------------ | ------------ | ------------- | ------------- | ------------- | ------------- | ------------- | -------------- |
| личный конкур    | Стефан Барча лошадь — Landpeter do Feroleto                       |               |               |              |              |              |              |              |              |               |               |               |               |               |                |
| личный конкур    | Альваро де Миранда Нето лошадь — Cornetto K                       |               |               |              |              |              |              |              |              |               |               |               |               |               |                |
| личный конкур    | Эдуардо Менезес лошадь — Quintol                                  |               |               |              |              |              |              |              |              |               |               |               |               |               |                |
| личный конкур    | Педро Венисс лошадь — Quabri de L'Isle                            |               |               |              |              |              |              |              |              |               |               |               |               |               |                |
| командный конкур | Стефан Барча Альваро де Миранда Нето Эдуардо Менезес Педро Венисс | не проводится | не проводится |              |              |              |              |              |              | не проводится | не проводится | не проводится | не проводится | не проводится |                |

### Лёгкая атлетика
Мужчины
Беговые дисциплины
| Дисциплина                         | Спортсмен                                                                | Предварительный раунд | Предварительный раунд | Предварительный раунд | Четвертьфиналы | Четвертьфиналы | Четвертьфиналы | Полуфиналы                                                               | Полуфиналы                                                               | Полуфиналы                                                               | Финал | Финал |
| Дисциплина                         | Спортсмен                                                                | Забег                 | Время                 | Место                 | Забег          | Время          | Место          | Забег                                                                    | Время                                                                    | Место                                                                    | Время | Место |
| ---------------------------------- | ------------------------------------------------------------------------ | --------------------- | --------------------- | --------------------- | -------------- | -------------- | -------------- | ------------------------------------------------------------------------ | ------------------------------------------------------------------------ | ------------------------------------------------------------------------ | ----- | ----- |
| бег на 100 метров                  | Витор Угу дус Сантус                                                     |                       |                       |                       |                |                |                |                                                                          |                                                                          |                                                                          |       |       |
| бег на 200 метров                  | Алдемир да Силва Жуниор                                                  |                       |                       |                       | не проводится  | не проводится  | не проводится  |                                                                          |                                                                          |                                                                          |       |       |
| бег на 200 метров                  | Бруну ди Баррус                                                          |                       |                       |                       | не проводится  | не проводится  | не проводится  |                                                                          |                                                                          |                                                                          |       |       |
| бег на 200 метров                  | Жоржи Видис                                                              |                       |                       |                       | не проводится  | не проводится  | не проводится  |                                                                          |                                                                          |                                                                          |       |       |
| бег на 400 метров                  | Эдерсон Эстефани                                                         |                       |                       |                       | не проводится  | не проводится  | не проводится  |                                                                          |                                                                          |                                                                          |       |       |
| бег на 800 метров                  | Лутимар Паес                                                             |                       |                       |                       | не проводится  | не проводится  | не проводится  |                                                                          |                                                                          |                                                                          |       |       |
| бег на 800 метров                  | Клеберсон Давиде                                                         |                       |                       |                       | не проводится  | не проводится  | не проводится  |                                                                          |                                                                          |                                                                          |       |       |
| бег на 1500 метров                 | Тиаго Андре                                                              |                       |                       |                       | не проводится  | не проводится  | не проводится  |                                                                          |                                                                          |                                                                          |       |       |
| бег на 3000 метров с препятствиями | Алтобели да Силва                                                        |                       |                       |                       | не проводится  | не проводится  | не проводится  | не проводится                                                            | не проводится                                                            | не проводится                                                            |       |       |
| бег на 110 метров с барьерами      | Жуан Витор де Оливейра                                                   |                       |                       |                       | не проводится  | не проводится  | не проводится  |                                                                          |                                                                          |                                                                          |       |       |
| бег на 110 метров с барьерами      | Эдер Соуза                                                               |                       |                       |                       | не проводится  | не проводится  | не проводится  |                                                                          |                                                                          |                                                                          |       |       |
| бег на 400 метров с барьерами      | Махау Сугимати                                                           |                       |                       |                       | не проводится  | не проводится  | не проводится  |                                                                          |                                                                          |                                                                          |       |       |
| бег на 400 метров с барьерами      | Марсио Телес                                                             |                       |                       |                       | не проводится  | не проводится  | не проводится  |                                                                          |                                                                          |                                                                          |       |       |
| Эстафета                           | Предварительный раунд                                                    | Предварительный раунд | Предварительный раунд | Предварительный раунд | Полуфинал      | Полуфинал      | Полуфинал      | Финал                                                                    | Финал                                                                    | Финал                                                                    | Финал | Финал |
| Эстафета                           | Состав                                                                   | Забег                 | Время                 | Место                 | Забег          | Время          | Место          | Состав                                                                   | Состав                                                                   | Состав                                                                   | Время | Место |
| эстафета 4×100 метров              | Рикарду ди Соза Витор Угу дус Сантус Бруну ди Баррус Жоржи Видис         |                       |                       |                       | не проводится  | не проводится  | не проводится  | Рикарду ди Соза Витор Угу дус Сантус Бруну ди Баррус Жоржи Видис         | Рикарду ди Соза Витор Угу дус Сантус Бруну ди Баррус Жоржи Видис         | Рикарду ди Соза Витор Угу дус Сантус Бруну ди Баррус Жоржи Видис         |       |       |
| эстафета 4×400 метров              | Педру Луис ди Оливейра Александер Руссо Петерсон дос Сантос Уго де Соуза |                       |                       |                       | не проводится  | не проводится  | не проводится  | Педру Луис ди Оливейра Александер Руссо Петерсон дос Сантос Уго де Соуза | Педру Луис ди Оливейра Александер Руссо Петерсон дос Сантос Уго де Соуза | Педру Луис ди Оливейра Александер Руссо Петерсон дос Сантос Уго де Соуза |       |       |

Шоссейные дисциплины
| Дисциплина              | Спортсмен                 | Время | Место | Отставание |
| ----------------------- | ------------------------- | ----- | ----- | ---------- |
| марафон                 | Марилсон Гомес дос Сантос |       |       |            |
| марафон                 | Пауло Роберто Паула       |       |       |            |
| марафон                 | Солоней да Силва          |       |       |            |
| ходьба на 20 километров | Кайо Бонфим               |       |       |            |
| ходьба на 20 километров | Хосе Алессандро Баджо     |       |       |            |
| ходьба на 20 километров | Моасир Циммерман          |       |       |            |
| ходьба на 50 километров | Джонатан Рикман           |       |       |            |
| ходьба на 50 километров | Марио дос Сантос          |       |       |            |
| ходьба на 50 километров | Кайо Бонфим               |       |       |            |

Технические дисциплины
| Дисциплина      | Спортсмен                 | Квалификация | Квалификация | Финал     | Финал |
| Дисциплина      | Спортсмен                 | Результат    | Место        | Результат | Место |
| --------------- | ------------------------- | ------------ | ------------ | --------- | ----- |
| прыжок в длину  | Игор Алвес                |              |              |           |       |
| прыжок в высоту | Таллес Силва              |              |              |           |       |
| прыжок с шестом | Тиаго Брас да Силва       |              |              |           |       |
| прыжок с шестом | Аугусто Дутра де Оливейра |              |              |           |       |
| толкание ядра   | Дарлан Романи             |              |              |           |       |
| метание копья   | Жулио Сезар де Оливейра   |              |              |           |       |
| метание молота  | Вагнер Домингус           |              |              |           |       |

Многоборье
| Дисциплина  | Спортсмен              | Параметр  | 100 м | длина | ядро | высота | 400 м | 110 м с/б | диск | шест | копьё | 1500 м | Всего очков | Итоговое место |
| ----------- | ---------------------- | --------- | ----- | ----- | ---- | ------ | ----- | --------- | ---- | ---- | ----- | ------ | ----------- | -------------- |
| десятиборье | Луис Алберту ди Араужу | Результат |       |       |      |        |       |           |      |      |       |        |             |                |
| десятиборье | Луис Алберту ди Араужу | Очки      |       |       |      |        |       |           |      |      |       |        |             |                |
| десятиборье | Луис Алберту ди Араужу | Место     |       |       |      |        |       |           |      |      |       |        |             |                |

Женщины
Беговые дисциплины
| Дисциплина                         | Спортсмен                                                        | Предварительный раунд | Предварительный раунд | Предварительный раунд | Четвертьфиналы | Четвертьфиналы | Четвертьфиналы | Полуфиналы    | Полуфиналы    | Полуфиналы    | Финал | Финал |
| Дисциплина                         | Спортсмен                                                        | Забег                 | Время                 | Место                 | Забег          | Время          | Место          | Забег         | Время         | Место         | Время | Место |
| ---------------------------------- | ---------------------------------------------------------------- | --------------------- | --------------------- | --------------------- | -------------- | -------------- | -------------- | ------------- | ------------- | ------------- | ----- | ----- |
| бег на 100 метров                  | Росанжела Сантос                                                 |                       |                       |                       |                |                |                |               |               |               |       |       |
| бег на 100 метров                  | Франсиэла Красуцки                                               |                       |                       |                       |                |                |                |               |               |               |       |       |
| бег на 200 метров                  | Витория Роса                                                     |                       |                       |                       |                |                |                |               |               |               |       |       |
| бег на 200 метров                  | Кауиза Венансио                                                  |                       |                       |                       |                |                |                |               |               |               |       |       |
| бег на 400 метров                  | Жейса Коутиньо                                                   |                       |                       |                       | не проводится  | не проводится  | не проводится  |               |               |               |       |       |
| бег на 400 метров                  | Жалима де Лима                                                   |                       |                       |                       | не проводится  | не проводится  | не проводится  |               |               |               |       |       |
| бег на 800 метров                  | Флавия де Лима                                                   |                       |                       |                       | не проводится  | не проводится  | не проводится  |               |               |               |       |       |
| бег на 10 000 метров               | Татьеле де Карвальо                                              | не проводится         | не проводится         | не проводится         | не проводится  | не проводится  | не проводится  | не проводится | не проводится | не проводится |       |       |
| бег на 3000 метров с препятствиями | Жулиана дос Сантос                                               |                       |                       |                       | не проводится  | не проводится  | не проводится  | не проводится | не проводится | не проводится |       |       |
| бег на 100 метров с барьерами      | Майла Машадо                                                     |                       |                       |                       | не проводится  | не проводится  | не проводится  |               |               |               |       |       |
| бег на 100 метров с барьерами      | Фабиана Мораес                                                   |                       |                       |                       | не проводится  | не проводится  | не проводится  |               |               |               |       |       |
| Эстафета                           | Предварительный раунд                                            | Предварительный раунд | Предварительный раунд | Предварительный раунд | Полуфинал      | Полуфинал      | Полуфинал      | Финал         | Финал         | Финал         | Финал | Финал |
| Эстафета                           | Состав                                                           | Забег                 | Время                 | Место                 | Забег          | Время          | Место          | Состав        | Состав        | Состав        | Время | Место |
| эстафета 4×100 метров              | Бруна Фариас Франсиэла Красуцки Кауиза Венансио Росанжела Сантос |                       |                       |                       | не проводится  | не проводится  | не проводится  |               |               |               |       |       |
| эстафета 4×400 метров              | Жоэлма Соуза Жейса Коутиньо Летисия де Соуза Жалима де Лима      |                       |                       |                       | не проводится  | не проводится  | не проводится  |               |               |               |       |       |

Шоссейные дисциплины
| Дисциплина              | Спортсмен         | Время | Место | Отставание |
| ----------------------- | ----------------- | ----- | ----- | ---------- |
| марафон                 | Адриана да Силва  |       |       |            |
| марафон                 | Марили дос Сантос |       |       |            |
| марафон                 | Грасиете Карнейро |       |       |            |
| ходьба на 20 километров | Эрика де Сена     |       |       |            |
| ходьба на 20 километров | Сисиане Лопес     |       |       |            |

Технические дисциплины
| Дисциплина      | Спортсмен          | Квалификация | Квалификация | Финал     | Финал |
| Дисциплина      | Спортсмен          | Результат    | Место        | Результат | Место |
| --------------- | ------------------ | ------------ | ------------ | --------- | ----- |
| прыжок в длину  | Кейла Коста        |              |              |           |       |
| прыжок в длину  | Элиане Мартинс     |              |              |           |       |
| тройной прыжок  | Нубия Соарес       |              |              |           |       |
| тройной прыжок  | Кейла Коста        |              |              |           |       |
| прыжок с шестом | Жоана Коста        |              |              |           |       |
| прыжок с шестом | Фабиана Мурер      |              |              |           |       |
| толкание ядра   | Жейса Арканхо      |              |              |           |       |
| метание диска   | Андресса де Мораис |              |              |           |       |
| метание диска   | Фернанда Мартинс   |              |              |           |       |

 Многоборье
| Дисциплина | Спортсмен     | Параметр  | 100 м с/б | высота | ядро | 200 м | длина | копьё | 800 м | Всего очков | Итоговое место |
| ---------- | ------------- | --------- | --------- | ------ | ---- | ----- | ----- | ----- | ----- | ----------- | -------------- |
| семиборье  | Ванесса Шефер | Результат |           |        |      |       |       |       |       |             |                |
| семиборье  | Ванесса Шефер | Очки      |           |        |      |       |       |       |       |             |                |
| семиборье  | Ванесса Шефер | Место     |           |        |      |       |       |       |       |             |                |

### Настольный теннис
Соревнования по настольному теннису проходили по системе плей-офф. Каждый матч продолжался до тех пор, пока один из теннисистов не выигрывал 4 партии. Сильнейшие 16 спортсменов начинали соревнования с третьего раунда, следующие 16 по рейтингу стартовали со второго раунда.
Мужчины
| Соревнование     | Спортсмены                                   | Квалификация       | Первый раунд            | Второй раунд             | Третий раунд          | 1/8 финала                | 1/4 финала           | Полуфинал            | Финал                |
| Соревнование     | Спортсмены                                   | Соперник Результат | Соперник Результат      | Соперник Результат       | Соперник Результат    | Соперник Результат        | Соперник Результат   | Соперник Результат   | Соперник Результат   |
| ---------------- | -------------------------------------------- | ------------------ | ----------------------- | ------------------------ | --------------------- | ------------------------- | -------------------- | -------------------- | -------------------- |
| одиночный разряд | Уго Кальдерано                               | не участвовал      | CUBА. Перейра В 4:0     | SWEП. Герелль (24) В 4:1 | HKGТан Пэн (11) В 4:2 | JPNД. Мидзутани (4) П 2:4 | завершил выступление | завершил выступление | завершил выступление |
| одиночный разряд | Густаво Цубой                                | не участвовал      | Ван Цзянань (CGO) П 0:4 | завершил выступление     | завершил выступление  | завершил выступление      | завершил выступление | завершил выступление | завершил выступление |
| командный разряд | Уго Кальдерано Густаво Цубой Кадзуо Мацумото | не проводится      | не проводится           | не проводится            | не проводится         | Республика Корея · :      |                      |                      |                      |

Женщины
| Соревнование     | Спортсмены                                | Квалификация       | Первый раунд       | Второй раунд            | Третий раунд          | 1/8 финала            | 1/4 финала            | Полуфинал             | Финал                 |
| Соревнование     | Спортсмены                                | Соперник Результат | Соперник Результат | Соперник Результат      | Соперник Результат    | Соперник Результат    | Соперник Результат    | Соперник Результат    | Соперник Результат    |
| ---------------- | ----------------------------------------- | ------------------ | ------------------ | ----------------------- | --------------------- | --------------------- | --------------------- | --------------------- | --------------------- |
| одиночный разряд | Линь Гуй                                  | не участвовала     | ESPГ. Дворак В 4:2 | ROUЭ. Самара (18) П 0:4 | завершила выступление | завершила выступление | завершила выступление | завершила выступление | завершила выступление |
| одиночный разряд | Каролине Кумахара                         | AUSМ. Тэппер В 4:2 | LUXНи Сялянь П 3:4 | завершила выступление   | завершила выступление | завершила выступление | завершила выступление | завершила выступление | завершила выступление |
| командный разряд | Каролине Кумахара Линь Гуй Бруна Такахаси | не проводится      | не проводится      | не проводится           | не проводится         | Китай · :             |                       |                       |                       |

### Парусный спорт
Соревнования по парусному спорту в каждом из классов состояли из 10 или 12 гонок. Каждую гонку спортсмены начинали с общего старта. Победителем становился экипаж, первым пересекший финишную черту. Количество очков, идущих в общий зачёт, соответствовало занятому командой месту. 10 лучших экипажей по результатам 10 заплывов попадали в медальную гонку, результаты которой также шли в общий зачёт. В медальной гонке, очки, полученные экипажем удваивались. В случае если участник соревнований не смог завершить гонку ему начислялось количество очков, равное количеству участников плюс один. При итоговом подсчёте очков не учитывался худший результат, показанный экипажем в одной из гонок. Сборная, набравшая наименьшее количество очков, становится олимпийским чемпионом.
Мужчины
| Класс | Спортсмены                   | Гонка | Гонка | Гонка | Гонка | Гонка | Гонка | Гонка | Гонка | Гонка | Гонка | Гонка         | Гонка         | Гонка | Очки | Место |
| Класс | Спортсмены                   | 1     | 2     | 3     | 4     | 5     | 6     | 7     | 8     | 9     | 10    | 11            | 12            | M     | Очки | Место |
| ----- | ---------------------------- | ----- | ----- | ----- | ----- | ----- | ----- | ----- | ----- | ----- | ----- | ------------- | ------------- | ----- | ---- | ----- |
| RS:X  | Рикардо Сантос               |       |       |       |       |       |       |       |       |       |       | не проводится | не проводится |       |      |       |
| 470   | Энрике Аддад Бруно Бетлем    |       |       |       |       |       |       |       |       |       |       | не проводится | не проводится |       |      |       |
| Лазер | Роберт Шейдт                 |       |       |       |       |       |       |       |       |       |       | не проводится | не проводится |       |      |       |
| Финн  | Жорже Зариф                  |       |       |       |       |       |       |       |       |       |       | не проводится | не проводится |       |      |       |
| 49-й  | Марко Граэль Габриэль Боржес |       |       |       |       |       |       |       |       |       |       |               |               |       |      |       |

Женщины
| Класс        | Спортсменки                    | Гонка | Гонка | Гонка | Гонка | Гонка | Гонка | Гонка | Гонка | Гонка | Гонка | Гонка         | Гонка         | Гонка          | Очки | Место |
| Класс        | Спортсменки                    | 1     | 2     | 3     | 4     | 5     | 6     | 7     | 8     | 9     | 10    | 11            | 12            | M              | Очки | Место |
| ------------ | ------------------------------ | ----- | ----- | ----- | ----- | ----- | ----- | ----- | ----- | ----- | ----- | ------------- | ------------- | -------------- | ---- | ----- |
| RS:X         | Патрисия Фрейтас               |       |       |       |       |       |       |       |       |       |       | не проводится | не проводится |                |      |       |
| 470          | Фернанда Оливейра Ана Барбашан |       |       |       |       |       |       |       |       |       |       | не проводится | не проводится |                |      |       |
| Лазер Радиал | Фернанда Декноп                | 14    | 19    | 20    | 19    | 28    | 26    | 16    | 23    | 8     | 184   | не проводится | не проводится | не участвовала | 163  | 24    |
| 49-й FX      | Мартине Граэль Каэна Кунсе     |       |       |       |       |       |       |       |       |       |       |               |               |                |      |       |

Открытый класс
Соревнования в олимпийском классе катамаранов Накра 17 дебютируют в программе летних Олимпийских игр. Каждый экипаж представлен смешанным дуэтом яхтсменов. Бразилию будут представлять участники Олимпийских игр 2008 года в классе 470 Самуэль Альбрехт и Исабель Сван, которая на тех Играх стала обладательницей бронзовой медали.
| Класс    | Спортсмены                    | Гонка | Гонка | Гонка | Гонка | Гонка | Гонка | Гонка | Гонка | Гонка | Гонка | Гонка | Очки | Место |
| Класс    | Спортсмены                    | 1     | 2     | 3     | 4     | 5     | 6     | 7     | 8     | 9     | 10    | M     | Очки | Место |
| -------- | ----------------------------- | ----- | ----- | ----- | ----- | ----- | ----- | ----- | ----- | ----- | ----- | ----- | ---- | ----- |
| Накра 17 | Самуэль Альбрехт Исабель Сван |       |       |       |       |       |       |       |       |       |       |       |      |       |

### Регби-7

##### Мужчины
Мужская сборная Бразилии автоматически квалифицировалась на Игры, как сборная-хозяйка соревнований.
Состав
| Номер      | Имя       | Дата рождения | Рост, см  | Вес, кг   | Клуб      | Игры      | Очки      | Очки       | Очки      | Очки      |
| Номер      | Имя       | Дата рождения | Рост, см  | Вес, кг   | Клуб      | Игры      | Попытки   | Реализации | Штрафные  | Дроп-гол  |
| Защитники  | Защитники | Защитники     | Защитники | Защитники | Защитники | Защитники | Защитники | Защитники  | Защитники | Защитники |
| ---------- | --------- | ------------- | --------- | --------- | --------- | --------- | --------- | ---------- | --------- | --------- |
|            |           |               |           |           |           |           |           |            |           |           |
| Нападающие |           |               |           |           |           |           |           |            |           |           |
|            |           |               |           |           |           |           |           |            |           |           |

| Имя              | Гражданство | Дата рождения |
| ---------------- | ----------- | ------------- |
| Андрес Романьоли | Аргентина   |               |

Результаты
Групповой этап (Группа A)
| Место | Команда   | И | В | Н | П | ОЗ | ОП | +/- | Очки |
| ----- | --------- | - | - | - | - | -- | -- | --- | ---- |
| 1     | Фиджи     | 3 | 3 | 0 | 0 | 85 | 45 | +40 | 9    |
| 2     | Аргентина | 3 | 2 | 0 | 1 | 62 | 35 | +27 | 7    |
| 3     | США       | 3 | 1 | 0 | 2 | 59 | 41 | +18 | 5    |
| 4     | Бразилия  | 3 | 0 | 0 | 3 | 12 | 97 | -85 | 3    |

| 9 августа 2016 13:30 UTC-3 | \| Фиджи \| 40:12 (7:5, 33:7) Протокол \| Бразилия \| \| Джаса Веремалуа 6', 12' · Осеа Колинисау 8' · Джосуа Туисова 10', 13' · Самисони Насагавеси 11' · Осеа Колинисау 6' · Ватемо Равоувоу 9', 11', 12', 14' · Ватемо Равоувоу 10' \| Голы \| Фелипе Кларо 4' · Густаво Альбукерке 14+' · Андре Силва 14+' · Лукас Дуке 5' \| | Стадион Деодоро, Рио-де-Жанейро Судьи: Федерико Ансельми                     |
| Фиджи | 40:12 (7:5, 33:7) Протокол | Бразилия                                                                     |
| Джаса Веремалуа 6', 12' · Осеа Колинисау 8' · Джосуа Туисова 10', 13' · Самисони Насагавеси 11' · Осеа Колинисау 6' · Ватемо Равоувоу 9', 11', 12', 14' · Ватемо Равоувоу 10' | Голы | Фелипе Кларо 4' · Густаво Альбукерке 14+' · Андре Силва 14+' · Лукас Дуке 5' |

| 9 августа 2016 18:00 UTC-3                                                                                           | \| США \| 26:0 (14:0, 12:0) Протокол \| Бразилия \| \| Фолау Ниуа 4' · Нейт Эбнер 7+' · Карлин Айслес 14' · Мака Унуфе 14+' · Мэдисон Хьюз 4', 7+', 14+' · Мэдисон Хьюз 14' \| Голы \| \| | Стадион Деодоро, Рио-де-Жанейро Судьи: Мэтт О’Брайан |
| США | 26:0 (14:0, 12:0) Протокол | Бразилия                                             |
| Фолау Ниуа 4' · Нейт Эбнер 7+' · Карлин Айслес 14' · Мака Унуфе 14+' · Мэдисон Хьюз 4', 7+', 14+' · Мэдисон Хьюз 14' | Голы |                                                      |

| 10 августа 2016 13:00 UTC-3 | \| Аргентина \| 31:0 (19:0, 12:0) Протокол \| Бразилия \| \| Аксель Мюллер 5' · Гастон Револь 7' · Сантьяго Альварес 7' · Херман Шульц 11' · Николас Бруццоне 13' · Гастон Револь 7', 7+', 12' · Гастон Револь 5' 13' \| Голы \| \| | Стадион Деодоро, Рио-де-Жанейро Судьи: Майк Адамсон |
| Аргентина | 31:0 (19:0, 12:0) Протокол | Бразилия                                            |
| Аксель Мюллер 5' · Гастон Револь 7' · Сантьяго Альварес 7' · Херман Шульц 11' · Николас Бруццоне 13' · Гастон Револь 7', 7+', 12' · Гастон Револь 5' 13' | Голы |                                                     |

Полуфинал за 9-12-е места
| 10 августа 2016 16:00 UTC-3                                                                | \| США \| 24:12 (17:5, 7:7) Протокол \| Бразилия \| \| Карлин Айслес 5', 7+', 11' · Данни Барретт 6' · Мэдисон Хьюз 7', 11' · Мэдисон Хьюз 6' 7+' \| Голы \| Даниэль Сансери 3' · Лоран Бурда-Куэ 12' · Лукас Дуке 12' · Лукас Дуке 4' \| | Стадион Деодоро, Рио-де-Жанейро Судьи: Бен Крауз                          |
| США                                                                                        | 24:12 (17:5, 7:7) Протокол | Бразилия                                                                  |
| Карлин Айслес 5', 7+', 11' · Данни Барретт 6' · Мэдисон Хьюз 7', 11' · Мэдисон Хьюз 6' 7+' | Голы | Даниэль Сансери 3' · Лоран Бурда-Куэ 12' · Лукас Дуке 12' · Лукас Дуке 4' |

##### Женщины
Женская сборная Бразилии автоматически квалифицировалась на Игры, как сборная-хозяйка соревнований.
Состав
| Номер | Имя                  | Дата рождения | Рост, см | Вес, кг | Клуб                   | Игры | Очки    | Очки       | Очки     | Очки  |
| Номер | Имя                  | Дата рождения | Рост, см | Вес, кг | Клуб                   | Игры | Попытки | Реализации | Штрафные | Всего |
| ----- | -------------------- | ------------- | -------- | ------- | ---------------------- | ---- | ------- | ---------- | -------- | ----- |
| 1     | Жулиана Эстевес      | 27.01.1984    | 177      | 73      | Саренсенс Бандеирантес | 2    | 0       | 0          | 0        | 0     |
| 2     | Луиза Кампос         | 30.07.1990    | 165      | 64      | Шарруа                 | 5    | 1       | 0          | 0        | 5     |
| 3     | Жулия Сарда          | 01.12.1982    | 174      | 64      | Дестерро               | 1    | 0       | 0          | 0        | 0     |
| 4     | Эдна Сантини         | 15.07.1992    | 153      | 54      | Сан-Жозе Регби         | 5    | 0       | 0          | 0        | 0     |
| 5     | Паула Исибаси        | 14.02.1985    | 156      | 58      | СПАК                   | 5    | 2       | 0          | 0        | 10    |
| 6     | Таис Балькони        | 11.04.1991    | 164      | 63      | Дестерро               | 5    | 0       | 1/1        | 0        | 2     |
| 7     | Алине Скатрут        | 09.08.1992    | 169      | 64      | СРС Куритиба           | 5    | 1       | 0          | 0        | 5     |
| 8     | Беатрис Мульбауэр    | 26.02.1986    | 172      | 57      | РФК Нитерой            | 5    | 4       | 0          | 0        | 20    |
| 9     | Аманда Араужо        | 23.02.1990    | 162      | 54      | РФК Нитерой            | 5    | 1       | 0          | 0        | 5     |
| 10    | Ракель Кошан         | 06.10.1992    | 172      | 70      | Шарруа                 | 5    | 0       | 8/12       | 1/1      | 19    |
| 11    | Исадора Серульо      | 24.03.1991    | 158      | 58      | РФК Нитерой            | 4    | 1       | 0          | 0        | 5     |
| 12    | Клаудиа Жаклин Телес | 02.01.1992    | 166      | 57      | РФК Нитерой            | 5    | 2       | 0          | 0        | 10    |
| 13    | Мариана Рамальо      | 17.08.1987    | 174      | 69      | СПАК                   | 4    | 1       | 0          | 0        | 5     |

| Должность      | Имя           | Гражданство    | Дата рождения |
| -------------- | ------------- | -------------- | ------------- |
| Главный тренер | Кристофер Нил | Новая Зеландия |               |
| Менеджер       | Карла Барбоса | Бразилия       |               |

Результаты
Групповой этап (Группа C)
| Место | Команда        | И | В | Н | П | ОЗ | ОП  | +/-  | Очки |
| ----- | -------------- | - | - | - | - | -- | --- | ---- | ---- |
| 1     | Великобритания | 3 | 3 | 0 | 0 | 91 | 3   | +88  | 9    |
| 2     | Канада         | 3 | 2 | 0 | 1 | 83 | 22  | +61  | 7    |
| 3     | Бразилия       | 3 | 1 | 0 | 2 | 29 | 77  | -48  | 5    |
| 4     | Япония         | 3 | 0 | 0 | 3 | 10 | 111 | -101 | 3    |

| 6 августа 2016 12:00 UTC-3 | \| Великобритания \| 29:3 (7:3, 22:0) Протокол \| Бразилия \| \| Джоанна Уотмор 5' · Наташа Хант 9', 12' · Джасмин Джойс 14' · Эмили Скотт 14+' · Кейти Маклин 6', 10' · Кейти Маклин 12' · Джоанна Уотмор 14' 14+' \| Голы \| 7+' Ракель Кошан \| | Стадион Деодоро, Рио-де-Жанейро Судьи: Альхамбра Ньевас |
| Великобритания | 29:3 (7:3, 22:0) Протокол | Бразилия                                                |
| Джоанна Уотмор 5' · Наташа Хант 9', 12' · Джасмин Джойс 14' · Эмили Скотт 14+' · Кейти Маклин 6', 10' · Кейти Маклин 12' · Джоанна Уотмор 14' 14+' | Голы | 7+' Ракель Кошан                                        |

| 6 августа 2016 17:30 UTC-3 | \| Канада \| 38:0 (26:0, 12:0) Протокол \| Бразилия \| \| Карен Пакин 1', 7+' · Дженнифер Киш 5' · Кайла Молески 6' · Бьянка Фарелла 12', 14' · Жислен Ландри 1' · Келли Расселл 6', 7+', 13' · Жислен Ландри 5' · Келли Расселл 14' \| Голы \| \| | Стадион Деодоро, Рио-де-Жанейро Судьи: Эми Перретт |
| Канада | 38:0 (26:0, 12:0) Протокол | Бразилия                                           |
| Карен Пакин 1', 7+' · Дженнифер Киш 5' · Кайла Молески 6' · Бьянка Фарелла 12', 14' · Жислен Ландри 1' · Келли Расселл 6', 7+', 13' · Жислен Ландри 5' · Келли Расселл 14' | Голы |                                                    |

| 7 августа 2016 12:00 UTC-3 | \| Бразилия \| 26:10 (5:5, 21:5) Протокол \| Япония \| \| Паула Исибаси 2' · Беатрис Мульбауэр 10', 14+' · Аманда Араужо 12' · Ракель Кошан 10', 13' · Таис Балькони 14+' · Ракель Кошан 2' \| Голы \| Ано Кувай 7' · Мариэ Ямагути 8' · Юмэ Окурода 7' 9' \| | Стадион Деодоро, Рио-де-Жанейро Судьи: Габриель Ли  |
| Бразилия | 26:10 (5:5, 21:5) Протокол | Япония                                              |
| Паула Исибаси 2' · Беатрис Мульбауэр 10', 14+' · Аманда Араужо 12' · Ракель Кошан 10', 13' · Таис Балькони 14+' · Ракель Кошан 2' | Голы | Ано Кувай 7' · Мариэ Ямагути 8' · Юмэ Окурода 7' 9' |

Полуфинал за 9-12-е места
| 7 августа 2016 16:00 UTC-3                                                                                    | \| Бразилия \| 24:0 (17:0, 7:0) Протокол \| Колумбия \| \| Мариана Рамальо 3' · Клаудия Телес 6', 7+' · Беатрис Мульбауэр 9' · Ракель Кошан 6', 9' · Ракель Кошан 3' 7+' \| Голы \| \| | Стадион Деодоро, Рио-де-Жанейро Судьи: Сакурако Кавасаки |
| Бразилия | 24:0 (17:0, 7:0) Протокол | Колумбия                                                 |
| Мариана Рамальо 3' · Клаудия Телес 6', 7+' · Беатрис Мульбауэр 9' · Ракель Кошан 6', 9' · Ракель Кошан 3' 7+' | Голы |                                                          |

Матч за 9-е место
| 8 августа 2016 | \| Бразилия \| 33:5 (12:5, 21:0) Протокол \| Япония \| \| Беатрис Мульбауэр 5' · Луиза Кампос 7+' · Паула Исибаси 8' · Алине Скатрут 10' · Исадора Серульо 14' · Ракель Кошан 6', 8', 10', 14' · Ракель Кошан 7+' \| Голы \| Юмэ Окурода 3' · Юмэ Окурода 4' \| | Стадион Деодоро, Рио-де-Жанейро Судьи: Альхамбра Ньевас |
| Бразилия | 33:5 (12:5, 21:0) Протокол | Япония                                                  |
| Беатрис Мульбауэр 5' · Луиза Кампос 7+' · Паула Исибаси 8' · Алине Скатрут 10' · Исадора Серульо 14' · Ракель Кошан 6', 8', 10', 14' · Ракель Кошан 7+' | Голы | Юмэ Окурода 3' · Юмэ Окурода 4'                         |

Итог: женская сборная Бразилии по регби-7 по результатам олимпийского турнира заняла 9-е место.

### Современное пятиборье
Современное пятиборье включает в себя: стрельбу, плавание, фехтование, верховую езду и бег. Как и на предыдущих Играх бег и стрельба были объединены в один вид — комбайн. В комбайне спортсмены стартовали с гандикапом, набранным за предыдущие три дисциплины (4 очка = 1 секунда). Олимпийским чемпионом становится спортсмен, который пересекает финишную линию первым.
Мужчины
| Соревнование      | Спортсмены       | Фехтование | Фехтование | Фехтование | Плавание | Плавание | Плавание | Верховая езда | Верховая езда | Верховая езда | Комбайн | Комбайн | Комбайн | Всего     | Всего |
| Соревнование      | Спортсмены       | Побед      | Очки       | Место      | Время    | Очки     | Место    | Штраф         | Очки          | Место         | Время   | Очки    | Место   | Результат | Место |
| ----------------- | ---------------- | ---------- | ---------- | ---------- | -------- | -------- | -------- | ------------- | ------------- | ------------- | ------- | ------- | ------- | --------- | ----- |
| личное первенство | Фелипе Насименто |            |            |            |          |          |          |               |               |               |         |         |         |           |       |

Женщины
| Соревнование      | Спортсмены | Фехтование | Фехтование | Фехтование | Плавание | Плавание | Плавание | Верховая езда | Верховая езда | Верховая езда | Комбайн | Комбайн | Комбайн | Всего     | Всего |
| Соревнование      | Спортсмены | Побед      | Очки       | Место      | Время    | Очки     | Место    | Штраф         | Очки          | Место         | Время   | Очки    | Место   | Результат | Место |
| ----------------- | ---------- | ---------- | ---------- | ---------- | -------- | -------- | -------- | ------------- | ------------- | ------------- | ------- | ------- | ------- | --------- | ----- |
| личное первенство | Яне Маркес |            |            |            |          |          |          |               |               |               |         |         |         |           |       |

### Стрельба
В январе 2013 года Международная федерация спортивной стрельбы приняла новые правила проведения соревнований на 2013—2016 года, которые, в частности, изменили порядок проведения финалов. Во многих дисциплинах спортсмены, прошедшие в финал, теперь начинают решающий раунд без очков, набранных в квалификации, а финал проходит по системе с выбыванием. Также в финалах после каждого раунда стрельбы из дальнейшей борьбы выбывает спортсмен с наименьшим количеством баллов. В скоростном пистолете решающие поединки проходят по системе попал-промах. В стендовой стрельбе добавился полуфинальный раунд, где определяются по два участника финального матча и поединка за третье место.
Мужчины
| Соревнование                          | Спортсмены       | Квалификация | Квалификация | Полуфинал            | Полуфинал            | Финал                | Финал                |
| Соревнование                          | Спортсмены       | Результат    | Место        | Результат            | Место                | Соперник/ Результат  | Место                |
| ------------------------------------- | ---------------- | ------------ | ------------ | -------------------- | -------------------- | -------------------- | -------------------- |
| винтовка лёжа, 50 метров              | Кассио Риппел    |              |              | не проводится        | не проводится        |                      |                      |
| винтовка из трёх положений, 50 метров | Кассио Риппел    |              |              | не проводится        | не проводится        |                      |                      |
| пневматический пистолет, 10 метров    | Фелипе Алмейда У | 580          | 7 Q          | не проводится        | не проводится        | 202,1                | 2                    |
| пневматический пистолет, 10 метров    | Жулио Алмейда    | 577          | 13           | не проводится        | не проводится        | завершил выступление | завершил выступление |
| скорострельный пистолет, 25 метров    | Эмерсон Дуарте   |              |              | не проводится        | не проводится        |                      |                      |
| пистолет, 50 метров                   | Жулио Алмейда    | 542          | 30           | не проводится        | не проводится        | завершил выступление | завершил выступление |
| пистолет, 50 метров                   | Фелипе Алмейда У | 533          | 39           | не проводится        | не проводится        | завершил выступление | завершил выступление |
| трап                                  | Роберто Шмитс    | 115          | 15           | завершил выступление | завершил выступление | завершил выступление | завершил выступление |
| скит                                  | Ренато Портела   |              |              |                      |                      |                      |                      |

Женщины
| Соревнование                          | Спортсмены      | Квалификация | Квалификация | Полуфинал             | Полуфинал             | Финал                 | Финал                 |
| Соревнование                          | Спортсмены      | Результат    | Место        | Результат             | Место                 | Соперник/ Результат   | Место                 |
| ------------------------------------- | --------------- | ------------ | ------------ | --------------------- | --------------------- | --------------------- | --------------------- |
| пневматическая винтовка, 10 метров    | Розане Эвалд    | 396,9        | 50           | не проводится         | не проводится         | завершила выступление | завершила выступление |
| винтовка из трёх положений, 50 метров | Розане Эвалд    |              |              | не проводится         | не проводится         |                       |                       |
| трап                                  | Жанис Тейшейра  | 60           | 21           | завершила выступление | завершила выступление | завершила выступление | завершила выступление |
| скит                                  | Даниэла Карраро |              |              |                       |                       |                       |                       |

### Стрельба из лука
В квалификации соревнований лучники выполняют 12 серий выстрелов по 6 стрел с расстояния 70-ти метров. По итогам предварительного раунда составляется сетка плей-офф, где в 1/32 финала 1-й номер посева встречается с 64-м, 2-й с 63-м и.т.д. В поединках на выбывание спортсмены выполняют по три выстрела. Участник, набравший за эту серию больше очков получает 2 очка. Если же оба лучника набрали одинаковое количество баллов, то они получают по одному очку. Победителем пары становится лучник, первым набравший 6 очков.
Мужчины
| Соревнование              | Спортсмены                                        | Квалификация | Квалификация | 1/32 финала               | 1/16 финала           | 1/8 финала           | Четвертьфинал         | Полуфинал             | Финал                 | Место |
| Соревнование              | Спортсмены                                        | Результат    | Место        | Соперник Результат        | Соперник Результат    | Соперник Результат   | Соперник Результат    | Соперник Результат    | Соперник Результат    | Место |
| ------------------------- | ------------------------------------------------- | ------------ | ------------ | ------------------------- | --------------------- | -------------------- | --------------------- | --------------------- | --------------------- | ----- |
| индивидуальное первенство | Бернардо Оливейра                                 | 651          | 45           | AUSА. Поттс (20) В 6:4    | CHIР. Сото (13) П 1:7 | завершил выступление | завершил выступление  | завершил выступление  | завершил выступление  | 17    |
| индивидуальное первенство | Маркус Д’Алмейда                                  | 658          | 34           | USAД. Камински (31) П 2:6 | завершил выступление  | завершил выступление | завершил выступление  | завершил выступление  | завершил выступление  | 33    |
| индивидуальное первенство | Даниэль Шавьер                                    | 639          | 53           | KORЛи Сын Юн (21) П 2:6   | завершил выступление  | завершил выступление | завершил выступление  | завершил выступление  | завершил выступление  | 33    |
| командное первенство      | Маркус Д’Алмейда Бернардо Оливейра Даниэль Шавьер | 1948         | 11           | не проводится             | не проводится         | Китай (6) · П 2:6    | завершили выступление | завершили выступление | завершили выступление | 9     |

Женщины
| Соревнование              | Спортсмены                                        | Квалификация | Квалификация | 1/32 финала               | 1/16 финала              | 1/8 финала            | Четвертьфинал         | Полуфинал             | Финал                 | Место |
| Соревнование              | Спортсмены                                        | Результат    | Место        | Соперник Результат        | Соперник Результат       | Соперник Результат    | Соперник Результат    | Соперник Результат    | Соперник Результат    | Место |
| ------------------------- | ------------------------------------------------- | ------------ | ------------ | ------------------------- | ------------------------ | --------------------- | --------------------- | --------------------- | --------------------- | ----- |
| индивидуальное первенство | Ане Марселле Гомес дос Сантос                     | 637          | 26           | JPNС. Нагаминэ (39) В 7:3 | AUSЭлис Ингли (58) В 6:0 |                       |                       |                       |                       |       |
| индивидуальное первенство | Сара Никитин                                      | 609          | 50           | PRKГан Ун Джу (15) П 0:6  | завершила выступление    | завершила выступление | завершила выступление | завершила выступление | завершила выступление | 33    |
| индивидуальное первенство | Марина Гобби                                      | 599          | 54           | CHNЦи Юйхун (11) П 1:7    | завершила выступление    | завершила выступление | завершила выступление | завершила выступление | завершила выступление | 33    |
| командное первенство      | Сара Никитин Ане Марселле дос Сантос Марина Гобби | 1845         | 11           | не проводится             | не проводится            | Италия (6) · П 0:6    | завершили выступление | завершили выступление | завершили выступление | 9     |

### Теннис
Соревнования пройдут на кортах олимпийского теннисного центра. Теннисные матчи будут проходить на кортах с твёрдым покрытием DecoTurf, на которых также проходит и Открытый чемпионат США.
Мужчины
| Соревнование     | Спортсмены                    | 1/32 финала                | 1/16 финала                                      | 1/8 финала                               | Четвертьфинал                               | Полуфинал             | Финал                 | Место                 |
| Соревнование     | Спортсмены                    | Соперник Результат         | Соперник Результат                               | Соперник Результат                       | Соперник Результат                          | Соперник Результат    | Соперник Результат    | Место                 |
| ---------------- | ----------------------------- | -------------------------- | ------------------------------------------------ | ---------------------------------------- | ------------------------------------------- | --------------------- | --------------------- | --------------------- |
| одиночный разряд | Томас Беллуччи                | GERД. Браун В 4:6, 5:4, rt | URUП. Куэвас (11) В 6:2, 4:6, 6:3                | BELД. Гоффен (8) :                       |                                             |                       |                       |                       |
| одиночный разряд | Рожериу Дутра да Силва        | ITAТ. Фаббиано 7:64, 6:1   | FRAГ. Монфис (6) П 2:6, 4:6                      | завершил выступление                     | завершил выступление                        | завершил выступление  | завершил выступление  | завершил выступление  |
| парный разряд    | Марсело Мело Бруно Соарес (3) | не проводится              | THAСан. Ративатана / Сон. Ративатана В 6:0, 7:61 | SRBН. Джокович / Н. Зимонич В 6:4, 6:4   | ROUФ. Мерджа / Х. Тецэу (5) П 4:6, 7:5, 2:6 | завершили выступление | завершили выступление | завершили выступление |
| парный разряд    | Андре Са Томас Беллуччи       | не проводится              | GBRЭ. Маррей / Д. Маррей (2) В 7:66, 7:614       | ITAФ. Фоньини / А. Сеппи П 7:5, 5:7, 3:6 | завершили выступление                       | завершили выступление | завершили выступление | завершили выступление |

Женщины
| Соревнование     | Спортсмены                               | 1/32 финала             | 1/16 финала                                        | 1/8 финала            | Четвертьфинал         | Полуфинал             | Финал                 | Место                 |
| Соревнование     | Спортсмены                               | Соперник Результат      | Соперник Результат                                 | Соперник Результат    | Соперник Результат    | Соперник Результат    | Соперник Результат    | Место                 |
| ---------------- | ---------------------------------------- | ----------------------- | -------------------------------------------------- | --------------------- | --------------------- | --------------------- | --------------------- | --------------------- |
| одиночный разряд | Тельяна Перейра                          | FRAК. Гарсия П 1:6, 2:6 | завершила выступление                              | завершила выступление | завершила выступление | завершила выступление | завершила выступление | завершила выступление |
| парный разряд    | Тельяна Перейра Паула Кристина Гонсалвес | не проводится           | ESPГ. Мугуруса / К. Суарес Наварро (4) П 66:7, 2:6 | завершили выступление | завершили выступление | завершили выступление | завершили выступление | завершили выступление |

### Триатлон
Соревнования по триатлону пройдут на территории форта Копакабана. Дистанция состоит из 3 этапов — плавание (1,5 км), велоспорт (43 км), бег (10 км).
Мужчины
| Соревнование              | Спортсмены    | Плавание | Смена | Велоспорт | Смена | Бег | Итоговое время | Место | Отставание |
| ------------------------- | ------------- | -------- | ----- | --------- | ----- | --- | -------------- | ----- | ---------- |
| индивидуальное первенство | Диого Склебин |          |       |           |       |     |                |       |            |

Женщины
| Соревнование              | Спортсмены       | Плавание | Смена | Велоспорт | Смена | Бег | Итоговое время | Место | Отставание |
| ------------------------- | ---------------- | -------- | ----- | --------- | ----- | --- | -------------- | ----- | ---------- |
| индивидуальное первенство | Памелла Оливейра |          |       |           |       |     |                |       |            |

### Тхэквондо
Соревнования по тхэквондо проходят по системе с выбыванием. Для победы в турнире спортсмену необходимо одержать 4 победы. Тхэквондисты, проигравшие по ходу соревнований будущим финалистам, принимают участие в утешительном турнире за две бронзовые медали.
Мужчины
| Категория   | Спортсмены        | Первый раунд       | Четвертьфинал      | Полуфинал          | Финал              | Место |
| Категория   | Спортсмены        | Соперник Результат | Соперник Результат | Соперник Результат | Соперник Результат | Место |
| ----------- | ----------------- | ------------------ | ------------------ | ------------------ | ------------------ | ----- |
| до 58 кг    | Венилтон Тейшейра |                    |                    |                    |                    |       |
| свыше 80 кг | Майкон Андраде    |                    |                    |                    |                    |       |

Женщины
| Категория | Спортсмены        | Первый раунд       | Четвертьфинал      | Полуфинал          | Финал              | Место |
| Категория | Спортсмены        | Соперник Результат | Соперник Результат | Соперник Результат | Соперник Результат | Место |
| --------- | ----------------- | ------------------ | ------------------ | ------------------ | ------------------ | ----- |
| до 49 кг  | Ирис Силва        |                    |                    |                    |                    |       |
| до 57 кг  | Жулия Васконселос |                    |                    |                    |                    |       |

### Тяжёлая атлетика
Каждый НОК самостоятельно выбирает категорию в которой выступит её тяжелоатлет. В рамках соревнований проводятся два упражнения - рывок и толчок. В каждом из упражнений спортсмену даётся 3 попытки. Победитель определяется по сумме двух упражнений. При равенстве результатов победа присуждается спортсмену, с меньшим собственным весом.
Мужчины
| Категория | Спортсмены | Вес | Рывок | Рывок | Рывок | Толчок | Толчок | Толчок | Всего | Место |
| Категория | Спортсмены | Вес | 1     | 2     | 3     | 1      | 2      | 3      | Всего | Место |
| --------- | ---------- | --- | ----- | ----- | ----- | ------ | ------ | ------ | ----- | ----- |
|           |            |     |       |       |       |        |        |        |       |       |
|           |            |     |       |       |       |        |        |        |       |       |
|           |            |     |       |       |       |        |        |        |       |       |

Женщины
| Категория | Спортсмены             | Вес   | Рывок | Рывок | Рывок | Толчок | Толчок | Толчок | Всего | Место |
| Категория | Спортсмены             | Вес   | 1     | 2     | 3     | 1      | 2      | 3      | Всего | Место |
| --------- | ---------------------- | ----- | ----- | ----- | ----- | ------ | ------ | ------ | ----- | ----- |
| до 53 кг  | Розане Дос Рейс Сантос | 52,57 | 85    | 90    | 90    | 103    | 107    | 108    | 193   | 6     |
|           |                        |       |       |       |       |        |        |        |       |       |

### Фехтование
В индивидуальных соревнованиях спортсмены сражаются три раунда по три минуты, либо до того момента, как один из спортсменов нанесёт 15 уколов. В командных соревнованиях поединок идёт 9 раундов по 3 минуты каждый, либо до 45 уколов. Если по окончании времени в поединке зафиксирован ничейный результат, то назначается дополнительная минута до «золотого» укола.
Мужчины
| Соревнование          | Спортсмены                                       | 1/32 финала                 | 1/16 финала                | 1/8 финала                | Четвертьфинал            | Полуфинал            | Финал                | Место |
| Соревнование          | Спортсмены                                       | Соперник Результат          | Соперник Результат         | Соперник Результат        | Соперник Результат       | Соперник Результат   | Соперник Результат   | Место |
| --------------------- | ------------------------------------------------ | --------------------------- | -------------------------- | ------------------------- | ------------------------ | -------------------- | -------------------- | ----- |
| индивидуальная шпага  | Атос Швантес (32)                                | CZEИ. Беран (33) В 8:6      | FRAГ. Грюмье (1) П 7:15    | завершил выступление      | завершил выступление     | завершил выступление | завершил выступление | 32    |
| индивидуальная шпага  | Гильерме Меларагно (35)                          | CHNЦзяо Яньлун (30) П 13:15 | завершил выступление       | завершил выступление      | завершил выступление     | завершил выступление | завершил выступление | 35    |
| индивидуальная шпага  | Николас Феррейра (37)                            | VENФ. Лимардо (28) П 9:15   | завершил выступление       | завершил выступление      | завершил выступление     | завершил выступление | завершил выступление | 37    |
| командная шпага       | Гильерме Меларагно Николас Феррейра Атос Швантес | не проводится               | не проводится              |                           |                          |                      |                      |       |
| индивидуальная рапира | Гильерме Тольдо (33)                             | AUTР. Пранц (32) В 15:14    | JPNЮ. Ота (1) В 15:13      | HKGЭдгар Чён (17) В 15:10 | ITAД. Гароццо (9) П 8:15 | завершил выступление | завершил выступление | 8     |
| индивидуальная рапира | Гислен Перье (29)                                | не участвовал               | CHNМа Цзяньфэй (4) П 14:15 | завершил выступление      | завершил выступление     | завершил выступление | завершил выступление | 30    |
| индивидуальная рапира | Энрике Маркес (34)                               | EGYМ. Эссам (31) П 8:15     | завершил выступление       | завершил выступление      | завершил выступление     | завершил выступление | завершил выступление | 34    |
| командная рапира      | Энрике Маркес Гислен Перье Гильерме Тольдо       | не проводится               | не проводится              | не проводится             |                          |                      |                      |       |
| индивидуальная сабля  | Ренцо Агреста (17)                               | не проводится               | GEOС. Базадзе (16) П 3:15  | завершил выступление      | завершил выступление     | завершил выступление | завершил выступление | 21    |

Женщины
| Соревнование          | Спортсмены                                 | 1/32 финала                     | 1/16 финала                  | 1/8 финала                       | Четвертьфинал            | Полуфинал             | Финал                 | Место |
| Соревнование          | Спортсмены                                 | Соперник Результат              | Соперник Результат           | Соперник Результат               | Соперник Результат       | Соперник Результат    | Соперник Результат    | Место |
| --------------------- | ------------------------------------------ | ------------------------------- | ---------------------------- | -------------------------------- | ------------------------ | --------------------- | --------------------- | ----- |
| индивидуальная шпага  | Натали Мёльхаузен (18)                     | Не участвовала                  | USAК. Хёрли (15) В 15:12     | FRAМ.-Ф. Кандассами (31) В 15:12 | FRAЛ. Рамби (26) П 12:15 | завершила выступление | завершила выступление | 6     |
| индивидуальная шпага  | Райсса Коста (33)                          | SUIТ. Жеруде (32) В 15:13       | TUNС. Бесбес (1) П 8:15      | завершила выступление            | завершила выступление    | завершила выступление | завершила выступление | 31    |
| индивидуальная шпага  | Аманда Симеан (34)                         | FRAМ.-Ф. Кандассами (31) П 6:15 | завершила выступление        | завершила выступление            | завершила выступление    | завершила выступление | завершила выступление | 35    |
| командная шпага       | Райсса Коста Натали Мёльхаузен Эмеше Такач | не проводится                   | не проводится                |                                  |                          |                       |                       |       |
| индивидуальная рапира | Тайс Рошел (30)                            | KSAЛ. Аль-Омаир (35) В 15:0     | RUSА. Шанаева (3) П 13:15    | завершила выступление            | завершила выступление    | завершила выступление | завершила выступление | 30    |
| индивидуальная рапира | Ана Беатрис Булкан (31)                    | ROUМ. Кэлугэряну (34) В 15:12   | RUSИ. Дериглазова (2) П 6:15 | завершила выступление            | завершила выступление    | завершила выступление | завершила выступление | 31    |
| индивидуальная сабля  | Марта Баэза (33)                           | POLБ. Юзвяк (32) П 2:4          | завершила выступление        | завершила выступление            | завершила выступление    | завершила выступление | завершила выступление | 33    |

### Футбол

#### Мужчины
Олимпийская сборная Бразилии автоматически квалифицировалась на Игры, как страна-хозяйка Игр. В мужском олимпийском турнире примут участие сборные, составленные из игроков не старше 23 лет (родившиеся после 1 января 1993 года). Также в заявку могут войти не более 3-х футболистов старше этого возраста.
Состав
| №              | Имя             | Клуб                | Дата рождения   | Возраст | Игр     | Голов   |
| Вратари        | Вратари         | Вратари             | Вратари         | Вратари | Вратари | Вратари |
| -------------- | --------------- | ------------------- | --------------- | ------- | ------- | ------- |
| 1              | Вевертон*       | Атлетико Паранаэнсе | 13 декабря 1987 | 28      | 1       | 0       |
| 18             | Уилсон          | Атлетико Минейро    | 28 апреля 1994  | 22      | 0       | 0       |
| Защитники      |                 |                     |                 |         |         |         |
| 2              | Зека            | Сантос              | 16 мая 1994     | 22      | 1       | 0       |
| 3              | Родриго Кайо    | Сан-Паулу           | 17 августа 1993 | 22      | 1       | 0       |
| 4              | Маркиньос       | Пари Сен-Жермен     | 14 мая 1994     | 22      | 1       | 0       |
| 6              | Дуглас Сантос   | Атлетико Минейро    | 22 марта 1994   | 22      | 1       | 0       |
| 13             | Вильям          | Интернасьонал       | 3 апреля 1995   | 21      | 1       | 0       |
| 14             | Луан Гарсия     | Васко да Гама       | 10 мая 1993     | 23      | 0       | 0       |
| Полузащитники  |                 |                     |                 |         |         |         |
| 5              | Ренато Аугусто* | Бэйцзин Гоань       | 8 февраля 1988  | 28      | 1       | 0       |
| 8              | Рафинья         | Барселона           | 12 февраля 1993 | 23      | 1       | 0       |
| 12             | Уолас           | Гремио              | 4 апреля 1995   | 21      | 0       | 0       |
| 15             | Родриго Доурадо | Интернасьонал       | 17 июня 1994    | 22      | 0       | 0       |
| 16             | Тиаго Майя      | Сантос              | 13 марта 1997   | 19      | 1       | 0       |
| Нападающие     |                 |                     |                 |         |         |         |
| 7              | Луан            | Гремио              | 27 марта 1993   | 23      | 1       | 0       |
| 9              | Габриел         | Сантос              | 30 августа 1996 | 19      | 1       | 0       |
| 10             | Неймар* (к)     | Барселона           | 5 февраля 1992  | 24      | 1       | 0       |
| 11             | Габриэл Жезус   | Палмейрас           | 3 апреля 1997   | 19      | 1       | 0       |
| 17             | Фелипе Андерсон | Лацио               | 15 апреля 1993  | 23      | 1       | 0       |
| Главный тренер |                 |                     |                 |         |         |         |
| Флаг Бразилии  | Рожерио Микале  | Рожерио Микале      | 28 марта 1962   | 47      |         |         |

Результаты
Групповой этап (Группа A)
| М | Команда  | И | В | Н | П | Мячи  | ±  | О |
| - | -------- | - | - | - | - | ----- | -- | - |
| 1 | Бразилия | 3 | 1 | 2 | 0 | 4 − 0 | +4 | 5 |
| 2 | Дания    | 3 | 1 | 1 | 1 | 1 − 4 | −3 | 4 |
| 3 | Ирак     | 3 | 0 | 3 | 0 | 1 − 1 | 0  | 3 |
| 4 | ЮАР      | 3 | 0 | 2 | 1 | 1 − 2 | −1 | 2 |

| 4 августа 2016 16:00 UTC-3 | \| Бразилия \| 0:0 (0:0) Отчёт \| ЮАР \| | Стадион: Национальный стадион, Бразилиа Зрителей: 69 389 Судья: Антонио Матео Лаос |
| Бразилия                   | 0:0 (0:0) Отчёт                          | ЮАР                                                                                |

| 7 августа 2016 22:00 UTC-3 | \| Бразилия \| 0:0 (0:0) Отчёт \| Ирак \| | Стадион: Национальный стадион, Бразилиа Зрителей: 65 829 Судья: Овидиу Хацеган |
| Бразилия                   | 0:0 (0:0) Отчёт                           | Ирак                                                                           |

| 10 августа 2016 22:00 UTC-3 | \| Дания \| \| Бразилия \| | Стадион: Фонте-Нова, Салвадор |
| Дания                       |                            | Бразилия                      |

#### Женщины
Женская сборная Бразилии автоматически квалифицировалась на Игры, как страна-хозяйка Игр.
Состав
Результат
Групповой этап (Группа E)
| М | Команда  | И | В | Н | П | Мячи  | ±  | О |
| - | -------- | - | - | - | - | ----- | -- | - |
| 1 | Бразилия | 3 | 2 | 1 | 0 | 8 − 1 | +7 | 7 |
| 2 | Китай    | 3 | 1 | 1 | 1 | 2 − 3 | −1 | 4 |
| 3 | Швеция   | 3 | 1 | 1 | 1 | 2 − 5 | −3 | 4 |
| 4 | ЮАР      | 3 | 0 | 1 | 2 | 0 − 3 | −3 | 1 |

| 3 августа 2016 16:00 UTC-3                | \| Бразилия \| 3:0 (1:0) Отчёт \| Китай \| \| Моника 36′ · Андресса 59′ · Кристиана 90′ \| Голы \| \| | Стадион: Олимпийский стадион, Рио-де-Жанейро Зрителей: 27 618 Судья: Кароль Шенар |
| Бразилия                                  | 3:0 (1:0) Отчёт                                                                                       | Китай                                                                             |
| Моника 36′ · Андресса 59′ · Кристиана 90′ | Голы                                                                                                  |                                                                                   |

| 6 августа 2016 22:00 UTC-3                               | \| Бразилия \| 5:1 (3:0) Отчёт \| Швеция \| \| Беатрис 21′, 86′ · Кристиана 24′ · Марта 44′ (пен.), 80′ \| Голы \| Шелин 89′ \| | Стадион: Олимпийский стадион, Рио-де-Жанейро Зрителей: 43 384 Судья: Лусила Венегас |
| Бразилия                                                 | 5:1 (3:0) Отчёт | Швеция                                                                              |
| Беатрис 21′, 86′ · Кристиана 24′ · Марта 44′ (пен.), 80′ | Голы | Шелин 89′                                                                           |

| 9 августа 2016 21:00 UTC-4 | \| ЮАР \| 0:0 (0:0) Отчёт \| Бразилия \| | Стадион: Амазония, Манаус Зрителей: 38 415 Судья: Стефани Фраппарт |
| ЮАР                        | 0:0 (0:0) Отчёт                          | Бразилия                                                           |

### Хоккей на траве

#### Мужчины
Мужская сборная Бразилии квалифицировалась на Игры выполнив необходимые условия для получения гарантированной олимпийской лицензии (занять на Панамериканских играх 2015 года место не ниже 6-го).
Состав
| Номер         | Имя     | Дата рождения | Рост, см | Вес, кг | Клуб    | Игры    | Голы    |
| Вратари       | Вратари | Вратари       | Вратари  | Вратари | Вратари | Вратари | Вратари |
| ------------- | ------- | ------------- | -------- | ------- | ------- | ------- | ------- |
|               |         |               |          |         |         |         |         |
| Защитники     |         |               |          |         |         |         |         |
|               |         |               |          |         |         |         |         |
| Полузащитники |         |               |          |         |         |         |         |
|               |         |               |          |         |         |         |         |
| Нападающие    |         |               |          |         |         |         |         |
|               |         |               |          |         |         |         |         |

| Имя | Гражданство | Дата рождения |
| --- | ----------- | ------------- |
|     |             |               |

Результаты
Групповой этап (Группа A)
| Место | Команда        | И | В | Н | П | ГЗ | ГП | +/- | Очки |
| ----- | -------------- | - | - | - | - | -- | -- | --- | ---- |
| 1     | Бельгия        | 5 | 4 | 0 | 1 | 21 | 5  | +16 | 12   |
| 2     | Испания        | 5 | 3 | 1 | 1 | 13 | 6  | +7  | 10   |
| 3     | Австралия      | 5 | 3 | 0 | 2 | 13 | 4  | +9  | 9    |
| 4     | Новая Зеландия | 5 | 2 | 1 | 2 | 17 | 8  | +9  | 7    |
| 5     | Великобритания | 5 | 1 | 2 | 2 | 14 | 10 | +4  | 5    |
| 6     | Бразилия       | 5 | 0 | 0 | 5 | 1  | 46 | -45 | 0    |

| 6 августа 2016 19:30 UTC-3                                                                         | \| Испания \| 7:0 (0:0, 1:0, 4:0, 2:0) Протокол \| Бразилия \| \| Чави Льеонарт 16', 42' · Рок Олива 35' · Хосеп Ромеу 35', 52' · Висенк Руис 45' · Давид Алегре 55' \| Голы \| \| | Олимпийский хоккейный центр, Рио-де-Жанейро Судьи: Марцин Грохаль, Чжэнь Дэкан |
| Испания                                                                                            | 7:0 (0:0, 1:0, 4:0, 2:0) Протокол | Бразилия                                                                       |
| Чави Льеонарт 16', 42' · Рок Олива 35' · Хосеп Ромеу 35', 52' · Висенк Руис 45' · Давид Алегре 55' | Голы |                                                                                |

| 7 августа 2016 19:30 UTC-3 | \| Бразилия \| 0:12 (0:2, 0:3, 0:3, 0:4) Протокол \| Бельгия \| \| \| Голы \| Флоран ван Обель 12' · Артур ван Дорен 14', 54' · Тонгуй Косинс 18', 53' · Феликс Денайер 25' · Жером Трюйенс 28' · Готье Боккар 33' · Томас Брилс 34' · Себастьен Докье 41' · Седрик Шарлье 48' · Йон-Йон Домен 51' \| | Олимпийский хоккейный центр, Рио-де-Жанейро Судьи: Херман Монтес де Оса, Джавед Шаих |
| Бразилия                   | 0:12 (0:2, 0:3, 0:3, 0:4) Протокол | Бельгия |
|                            | Голы | Флоран ван Обель 12' · Артур ван Дорен 14', 54' · Тонгуй Косинс 18', 53' · Феликс Денайер 25' · Жером Трюйенс 28' · Готье Боккар 33' · Томас Брилс 34' · Себастьен Докье 41' · Седрик Шарлье 48' · Йон-Йон Домен 51' |

| 9 августа 2016 18:00 UTC-3 | \| Бразилия \| 1:9 (1:2, 0:1, 0:1, 0:5) Протокол \| Великобритания \| \| Стивен Смит 4' \| Голы \| Адам Диксон 9' · Барри Миддлтон 12', 54' · Эшли Джексон 27', 57' · Гарри Мартин 37' · Сэм Уорд 47', 59' · Марк Глегхорн 56' \| | Олимпийский хоккейный центр, Рио-де-Жанейро Судьи: Чжэнь Дэкан Кун ван Бунге                                                |
| Бразилия                   | 1:9 (1:2, 0:1, 0:1, 0:5) Протокол | Великобритания |
| Стивен Смит 4'             | Голы | Адам Диксон 9' · Барри Миддлтон 12', 54' · Эшли Джексон 27', 57' · Гарри Мартин 37' · Сэм Уорд 47', 59' · Марк Глегхорн 56' |

| 10 августа 2016 19:30 UTC-3 | \| Новая Зеландия \| \| Бразилия \| | Олимпийский хоккейный центр, Рио-де-Жанейро |
| Новая Зеландия              |                                     | Бразилия                                    |

| 12 августа 2016 20:30 UTC-3 | \| Австралия \| \| Бразилия \| | Олимпийский хоккейный центр, Рио-де-Жанейро |
| Австралия                   |                                | Бразилия                                    |